# Armure japonaise

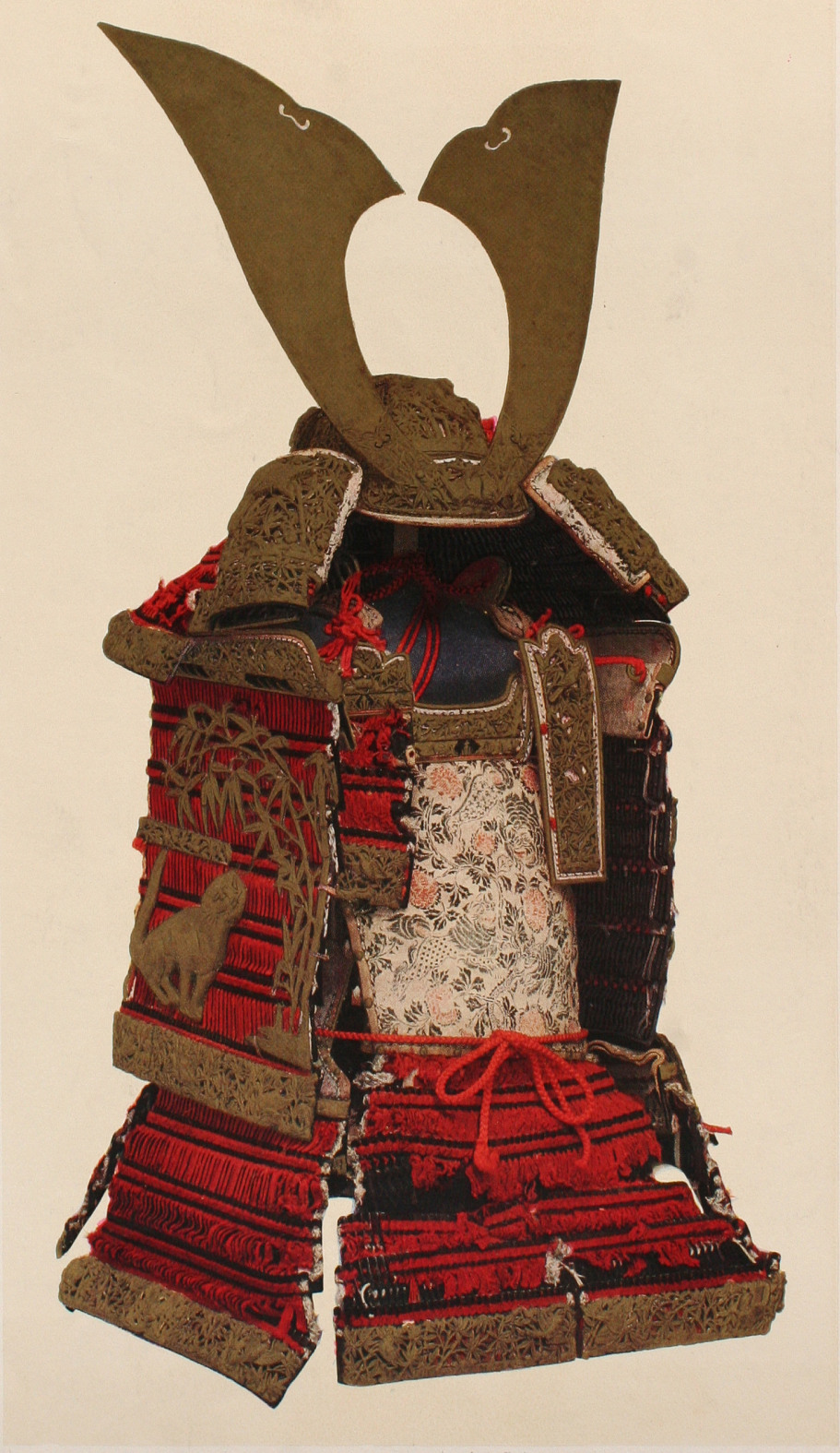
Armure de samouraï, de type ō-yoroi.

L’armure japonaise (parfois désignée comme armure de samouraï) est un équipement traditionnel japonais destiné à la protection individuelle. Ce type d’armure était porté entre autres par les samouraïs et les daïmyos. Elle est constituée de plusieurs parties. L'assemblage des pièces de l'armure est conçu de manière à nuire le moins possible à la mobilité.

## Histoire
C'est durant la période Heian, entre 794 et 1185, que l'armure japonaise évolue dans sa forme la plus connue, ō-yoroi. Des pièces de cuir imperméabilisées avec de la laque sont employées conjointement avec du métal, de la soie et différents alliages comme le shakudō (or et cuivre) ou le shibuichi (en) (argent et cuivre). Les armures sont de type lamellaire, constituées de petites plaques de métal ou de cuir lacées les unes aux autres. Elles pèsent entre 20 et 30 kg.
En raison de sa lourdeur et de l'encombrement qu'elle cause aux fantassins (mais pas aux cavaliers), ceux-ci sont équipés de modèles plus légers et mobiles : dō-maru ou haramaki. L'armure dō-maru (en) avait une ouverture sur le côté droit que l'on fermait à l'aide de cordons. Grâce à l'acier utilisé, l'armure ne pèse que 10 à 20 kg, environ 20 kg pour l'emblématique harnois d'acier. Le haramaki se laçait dans le dos et ne protégeait que le buste. Au fil du temps, les samouraïs de haut rang ont commencé eux aussi à utiliser ce genre de cuirasses, moins contraignantes.
Au XVIe siècle, le commerce avec l'Europe enrichit l'armure japonaise avec, par exemple, le morion. L'arrivée des armes à feu impose un renforcement de l'armure qui sera désormais construite de plaques faites de fer et d'acier, au lieu de lames. De même, le besoin d'armures en raison des conflits de l'époque Sengoku (1467-1573) amène l'introduction de plastrons faits de larges bandes lacées ou rivetées au lieu du long laçage d'écailles alors en vigueur, des tenues plus légères facilitant les déplacements rapides. Ces nouvelles armures appelées tōsei gusoku pèsent entre 10  et   13 kg en moyenne. En comparaison, l'armure argentée du roi Henri VIII pèse 30,13 kg.
Durant la période Edo, les armures, moins nécessaires en ces temps de paix, se développement en vêtements d'apparat, rivalisant de richesse et de sophistication, jusqu'à la fin des samouraïs en 1877.

## Description

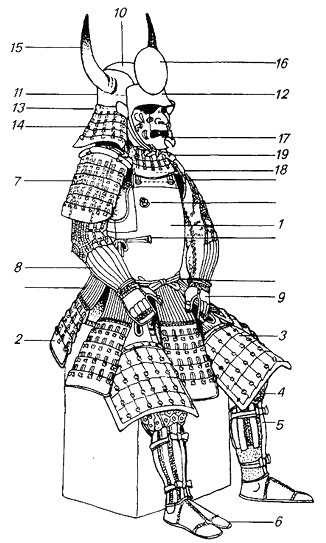
Description de l'armure du samouraï (source : Wendelin Boeheim, Leipzig, 1890) :
1. Cuirasse :
2. Jupe :
3. Cuissard :
4. Genouillère :
5. Jambière :
6. Soleret :
7. Épaulière :
8. Manche :
9. Gantelet :
10. Casque :
11. Écusson :
12. Plaque frontale :
13. Lame :
14. Protecteur du cou :
15. Cimier :
16. Cimier :
17. Masque :
18. Écusson :
19. Gorgerin :

L'armure japonaise se décompose en plusieurs parties :
- le casque (kabuto), essentiel à la protection et arborant toujours un ornement frontal ;
- le masque (menpō), pour la protection du visage, souvent orné d'une moustache pour accentuer l'aspect intimidant du samouraï ;
- le gorgerin (yodarekake) protège la gorge ;
- les épaulières (sode (armure)) recouvrent les épaules ;
- le plastron (dō), sorte de signature de l'armure, protège le corps ;
- les manches (kote) pour protéger les avant-bras ;
- les gantelets (tekkō) servent à la protection des mains. Cette pièce est souvent ornée du mon ;
- la jupe (kusazuri), constituée de plusieurs pans pour favoriser la mobilité tout en protégeant la région des hanches ;
- les cuissards (haedate) protègent les cuisses sous la jupe ;
- les jambières (suneate) pour la protection des jambes et quelquefois jusqu'aux pieds.

## Parties individuelles de l'armure

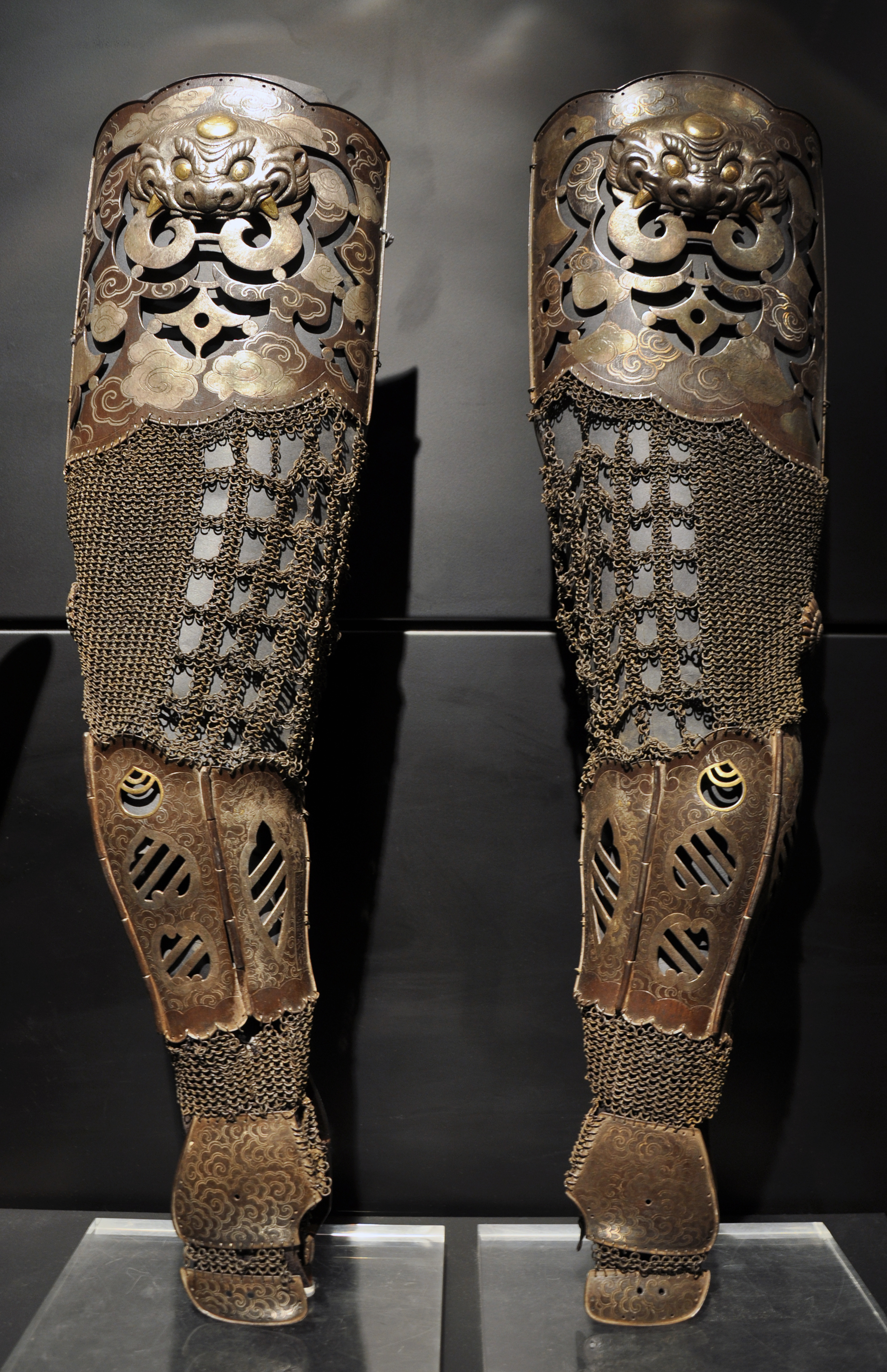
Kote, protection des bras avec plaques de fer laquées.
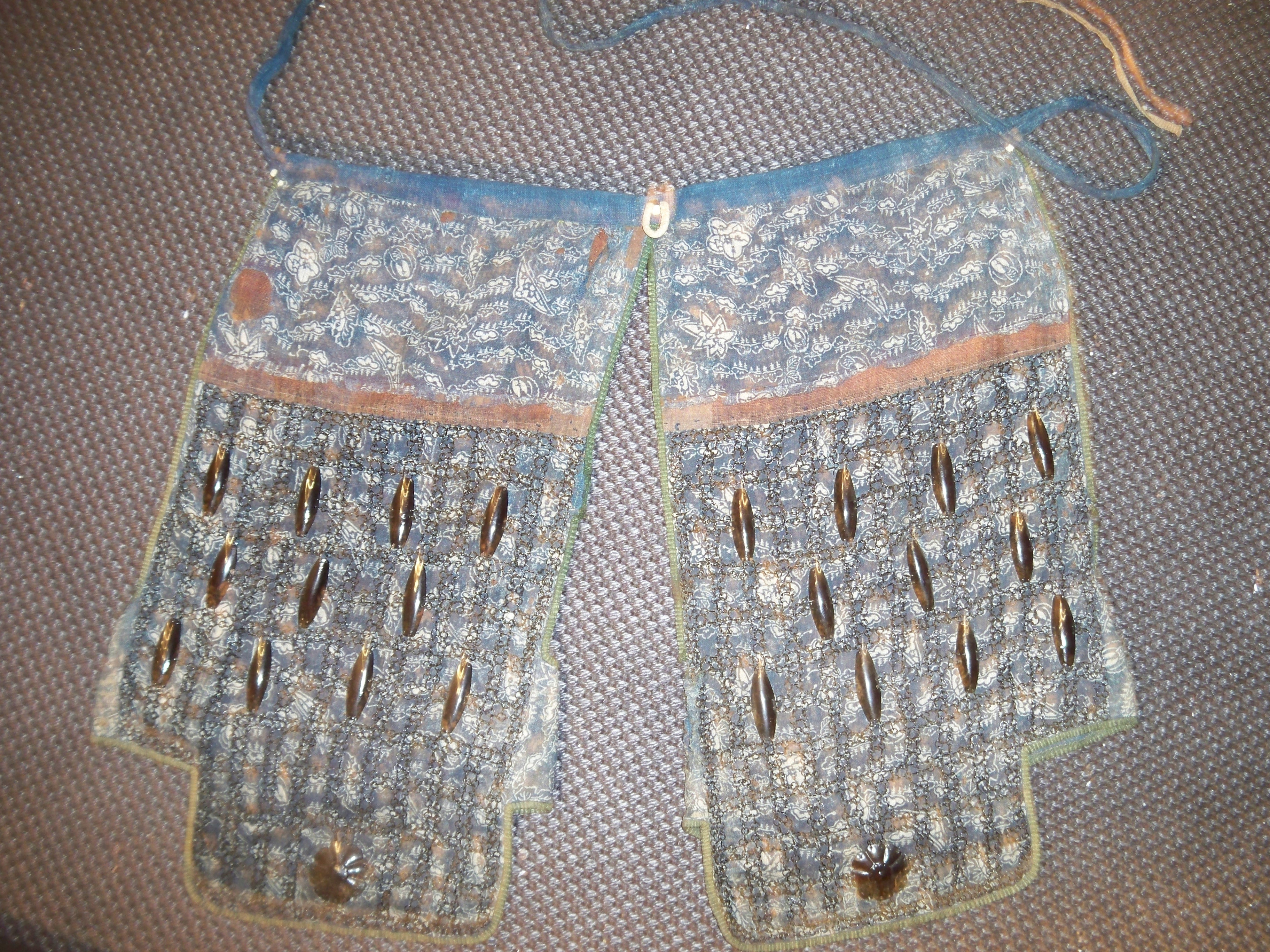
Haedate, protection des cuisses.
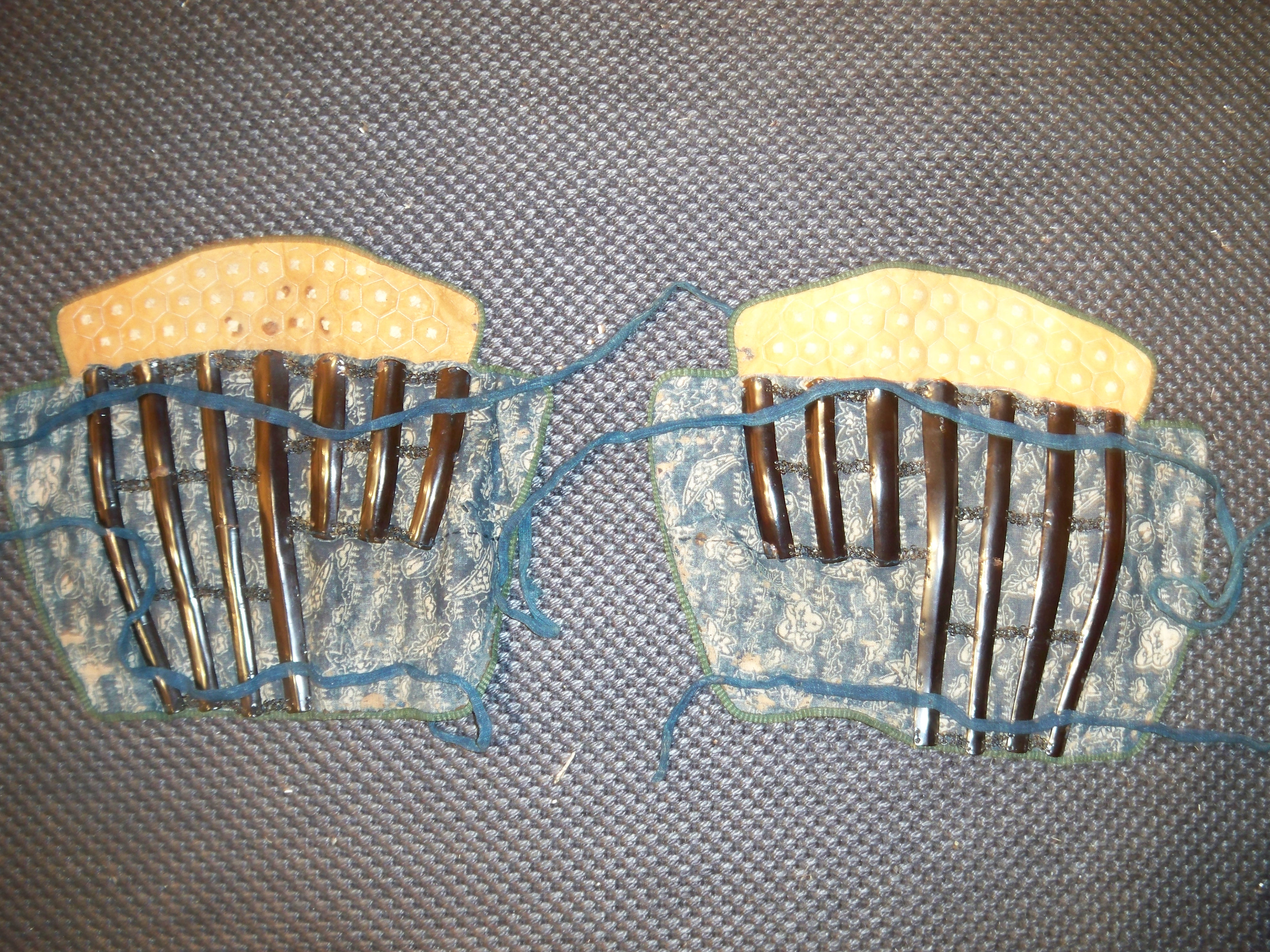
Suneate, protection des jambes et des genoux.
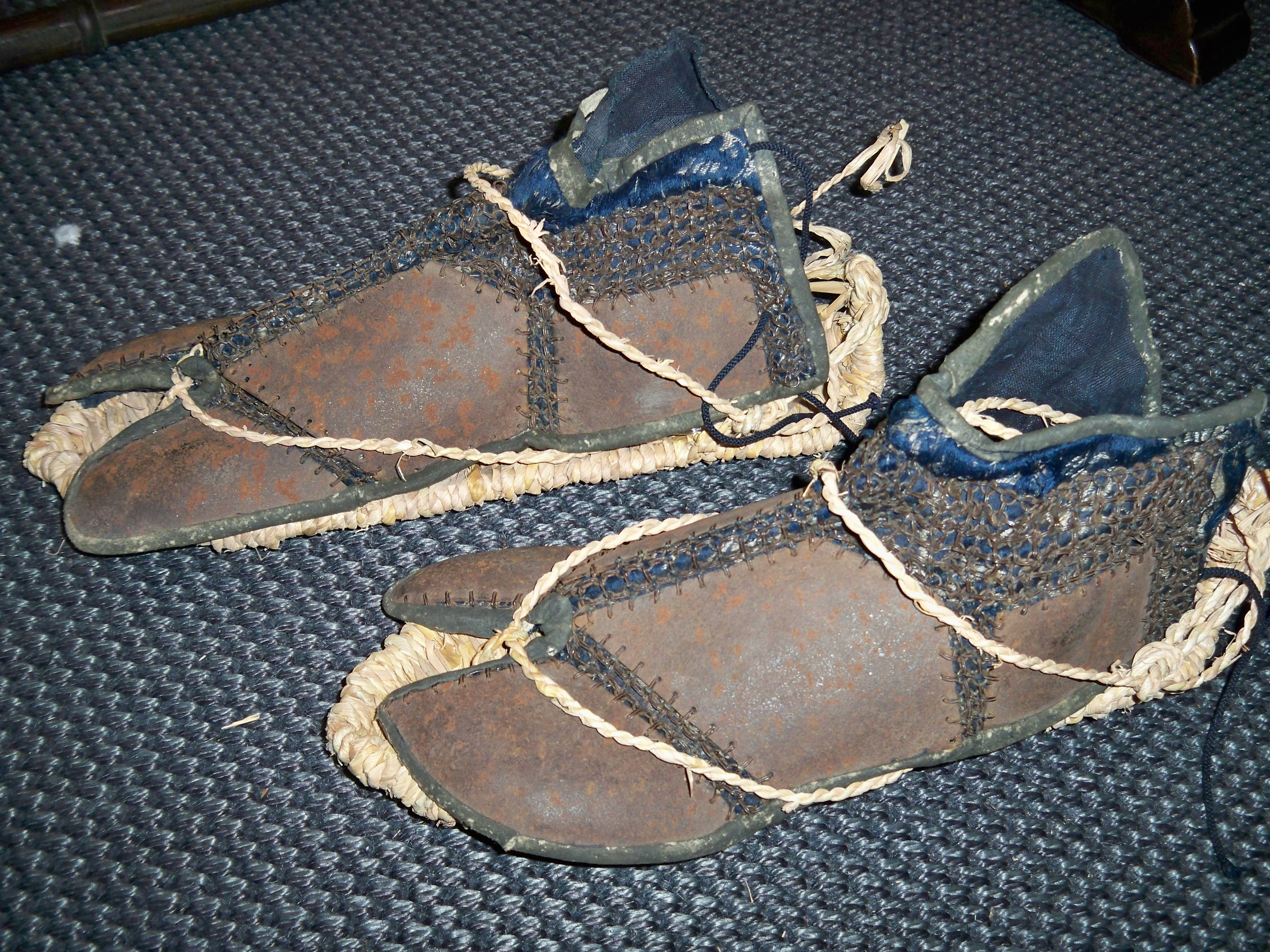
Kôgake, protection des pieds.
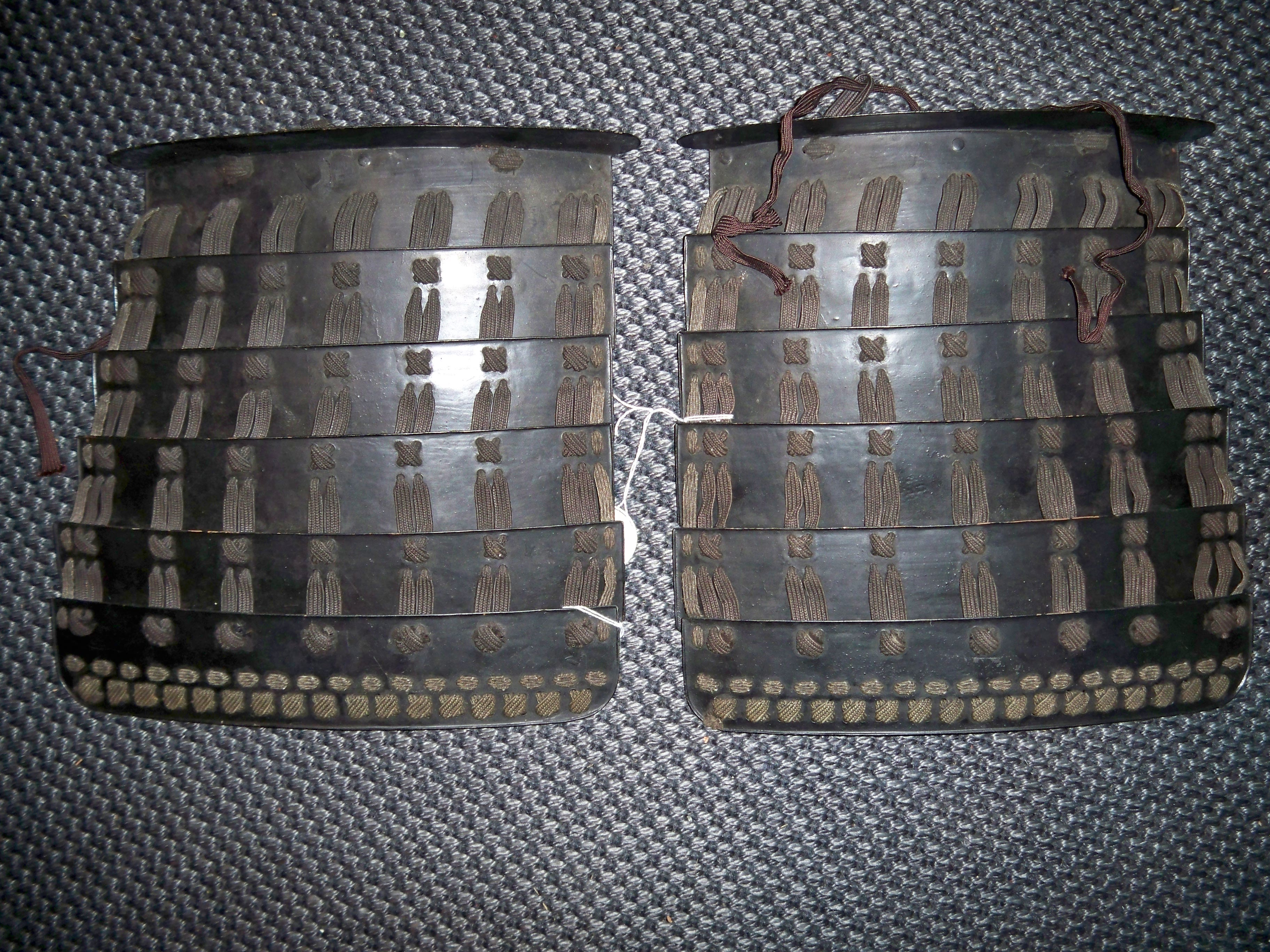
Sode, plaques protectrices en fer pour les épaules.
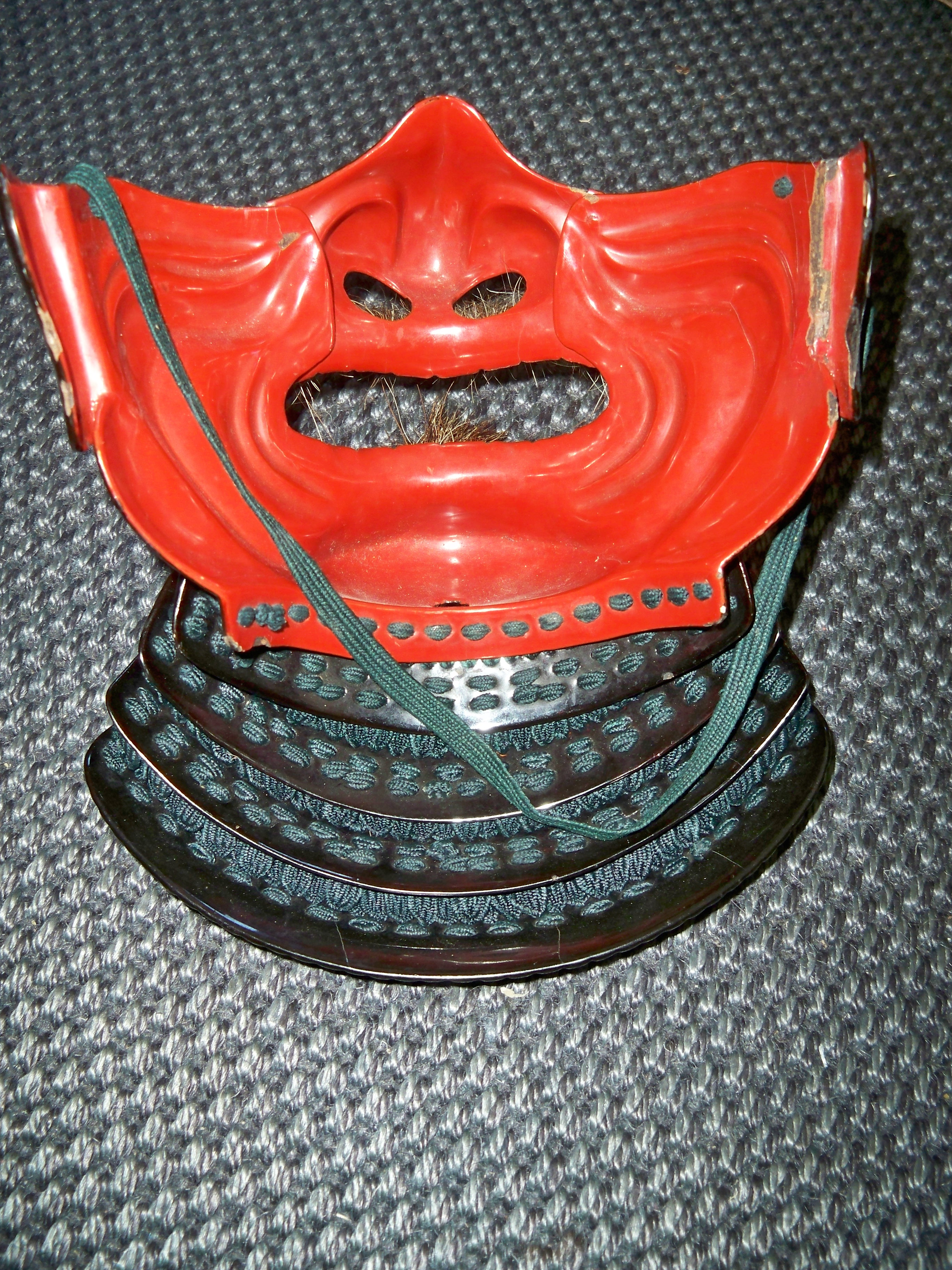
Menpō, le masque et le gorgerin.
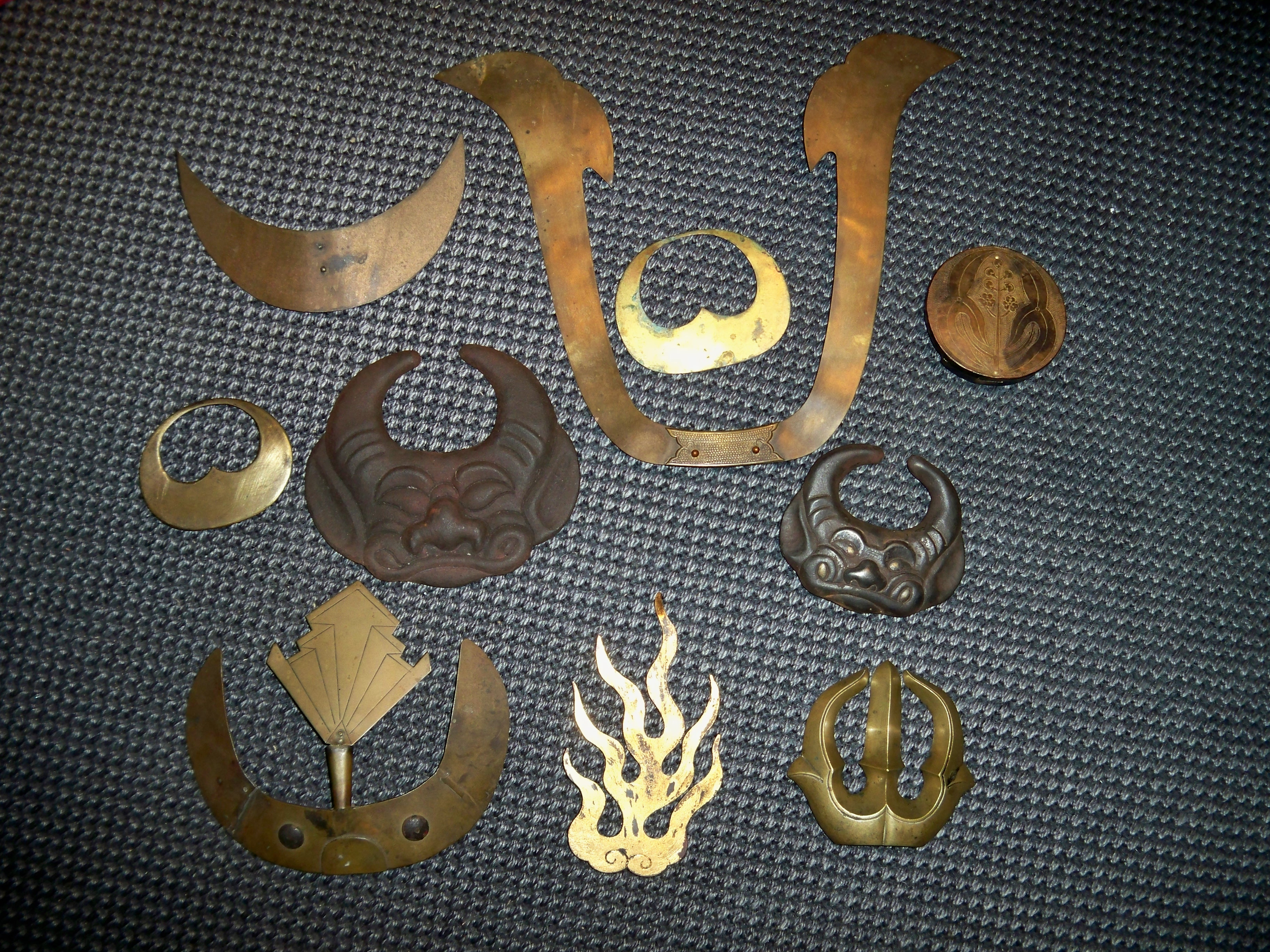
Différents maedate, ornements et médaillons portés sur le casque.
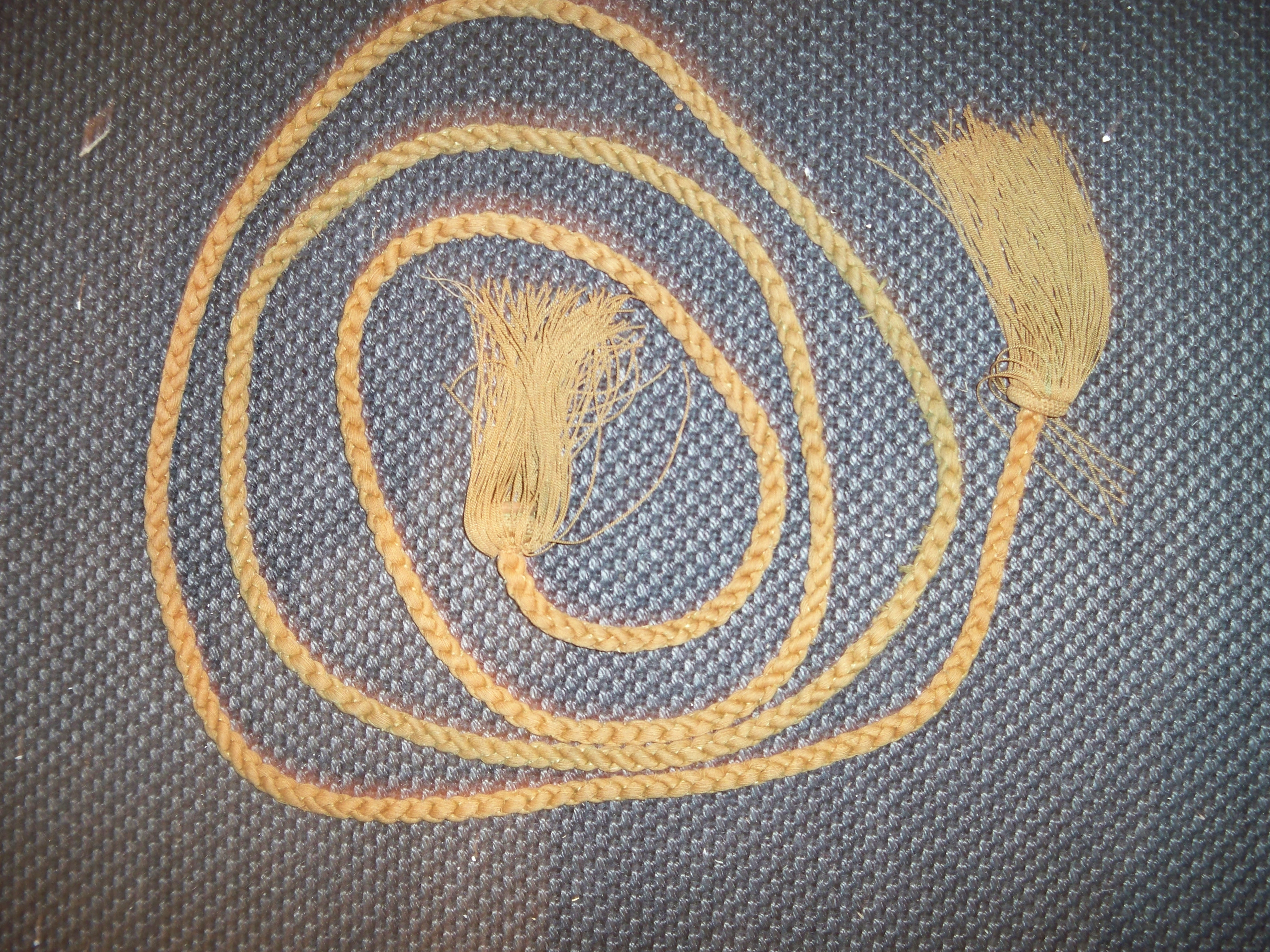
Himo ou obi, ceinture de tissu ou de corde pour suspendre différents accessoires, dont le sabre.
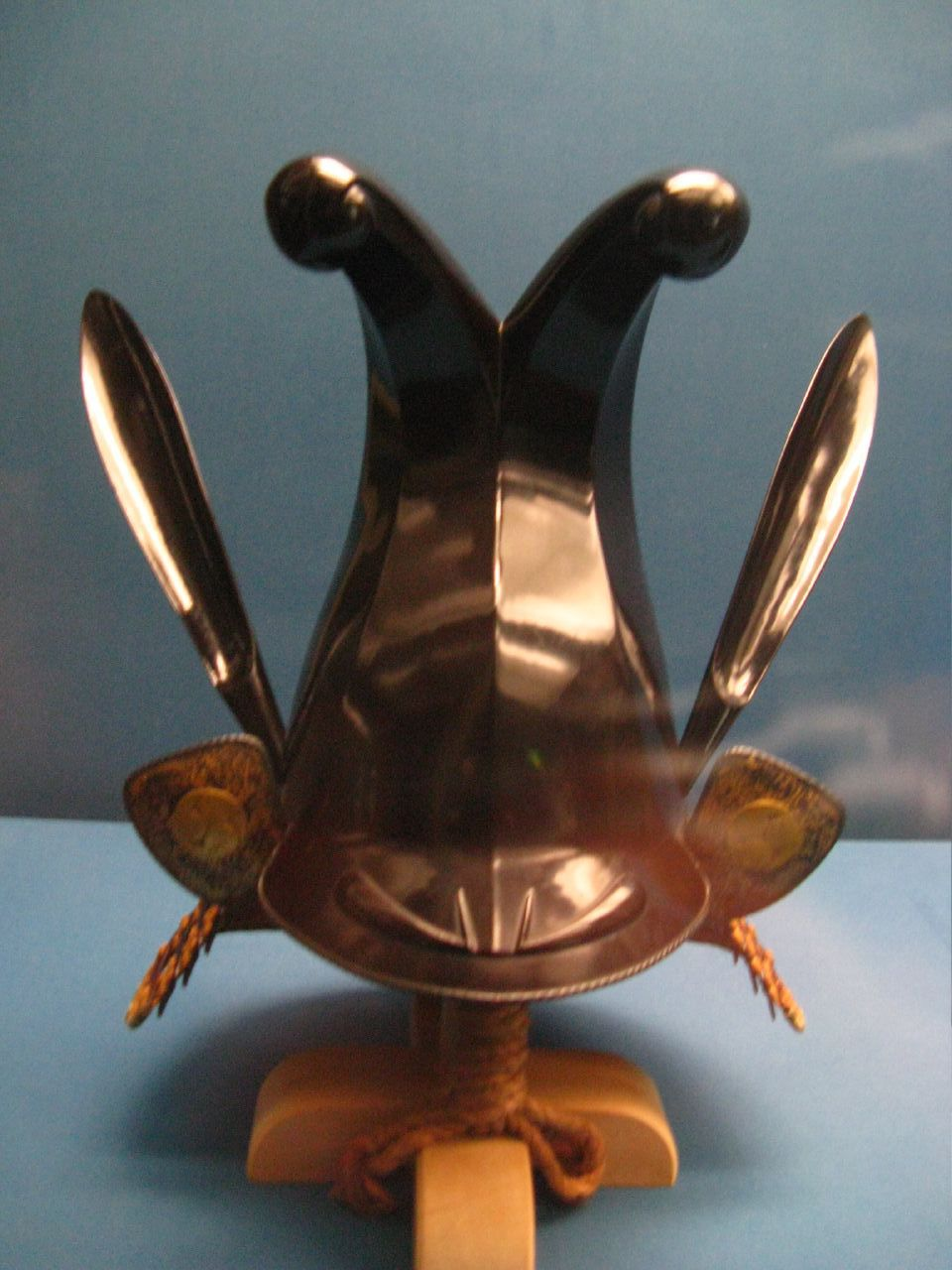
Kabuto, casque avec protection du cou.
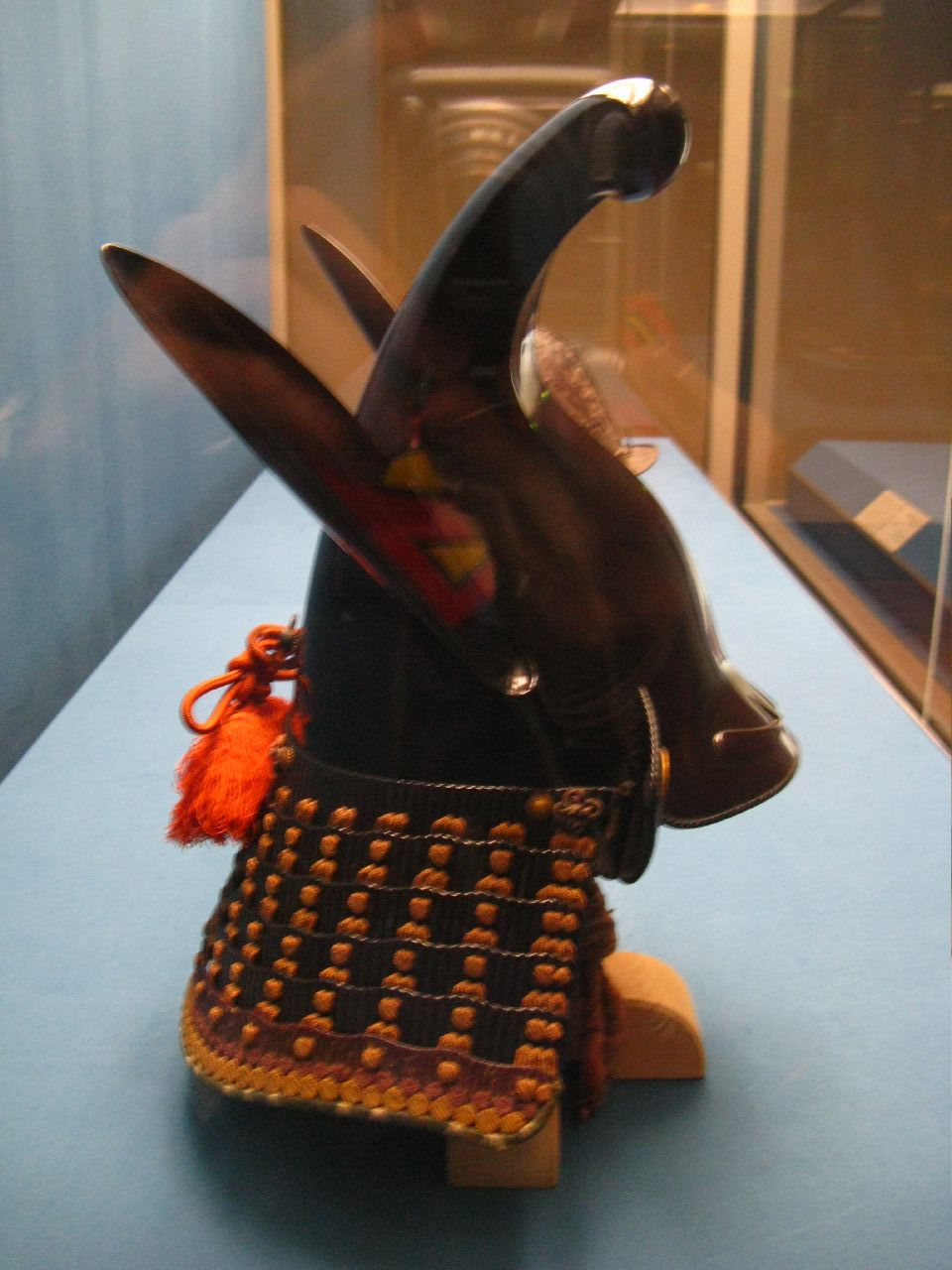
Le même kabuto, vu de côté.
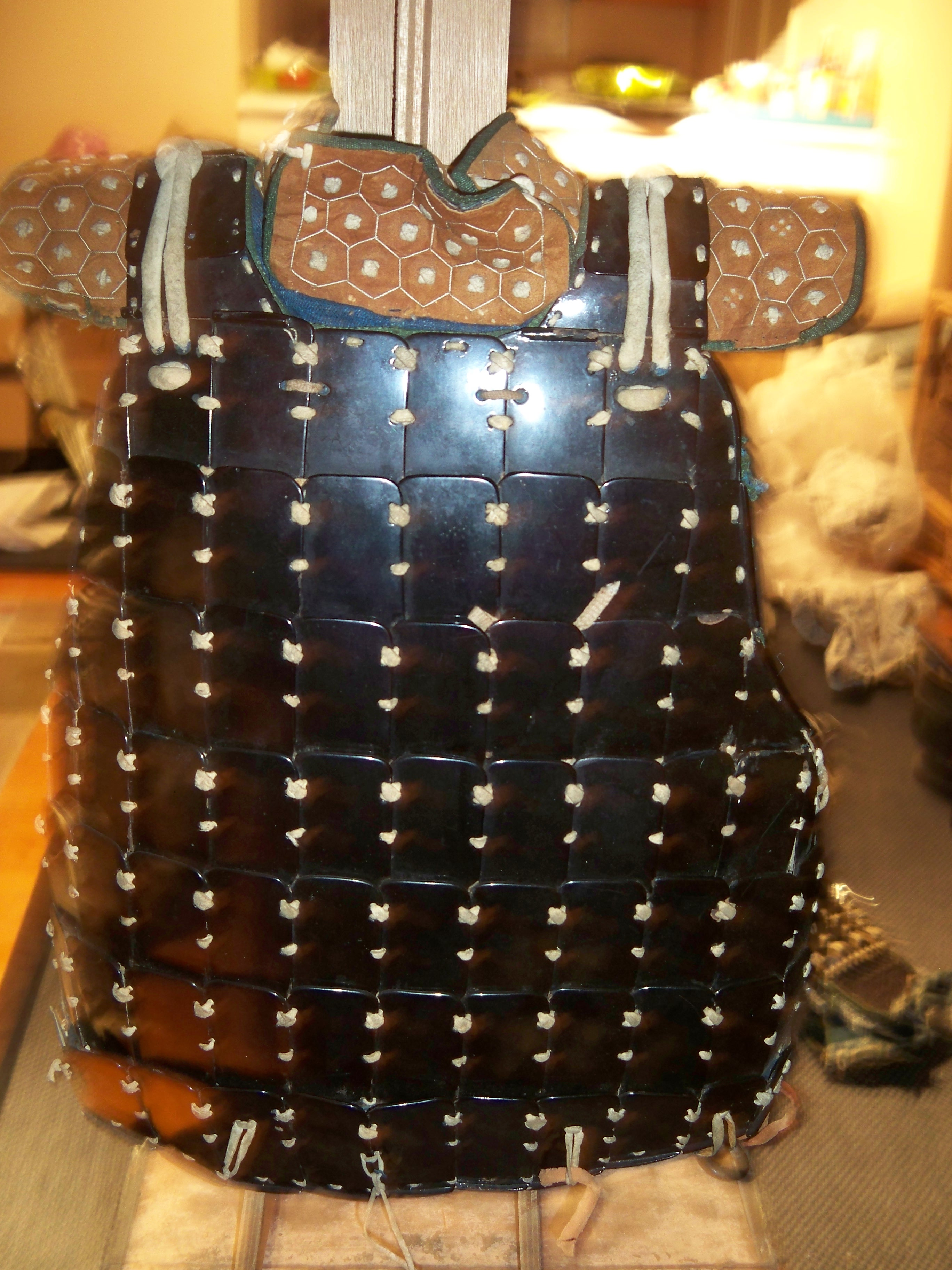
Tatami-dō, plastron.
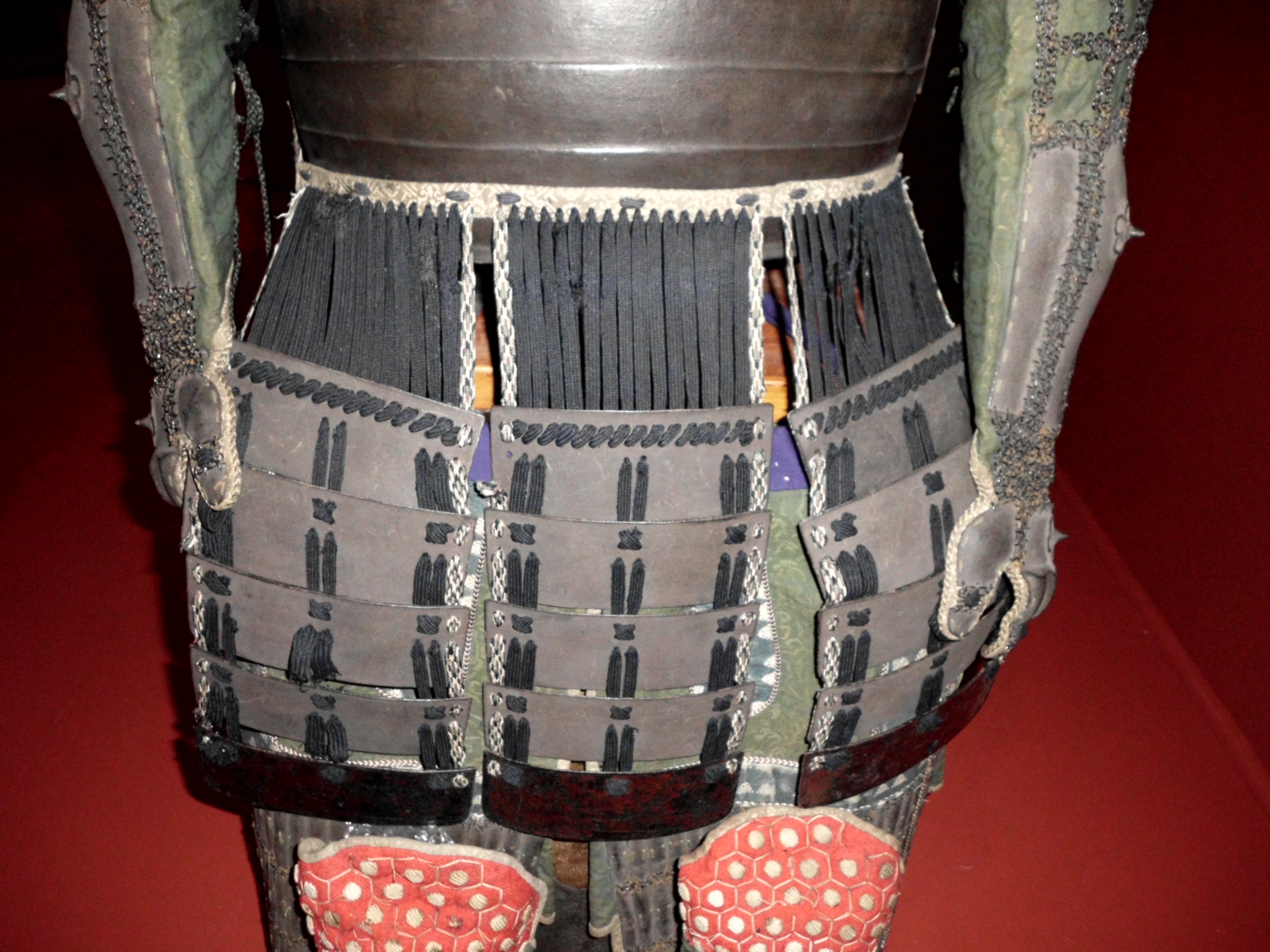
Kusazuri, jupe pour protéger les hanches et les cuisses.

## Autres accessoires ou attributs

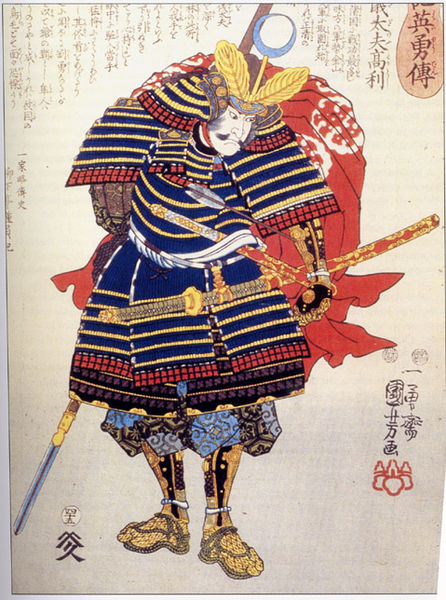
Samouraï portant un horo.

- Sashimono, petite bannière portée pour identifier les troupes pendant les batailles.
- Horo, ornement porté surtout vers l'arrière pour protéger des flèches.
- Agemaki, gland décoratif porté à l'arrière du casque ou de l'armure.
- Jirushi, drapeaux ou bannières portés sur le casque ou les épaulières à des fins d'identification.
- Datemono, ornements portés sur le casque.

## Revêtir l'armure
Revêtir l'armure est une longue opération pour son porteur :

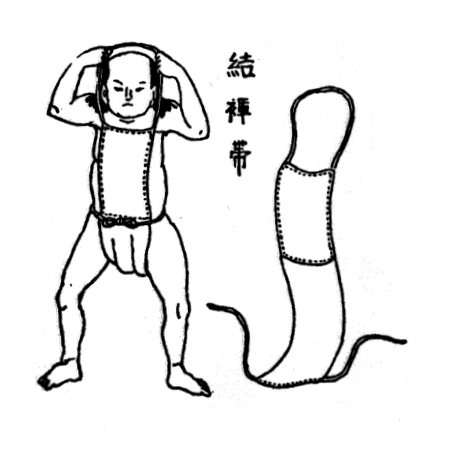
Mise en place du fundoshi.
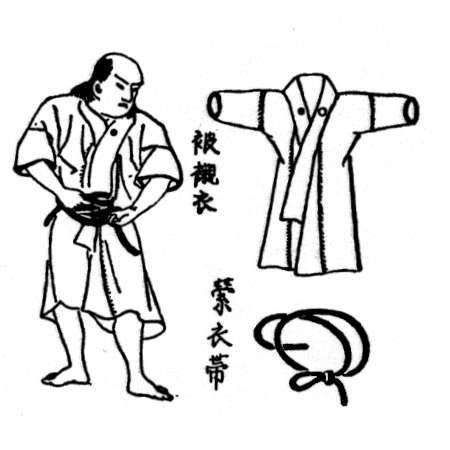
Le shitagi, sorte de veste portée sous l'armure.
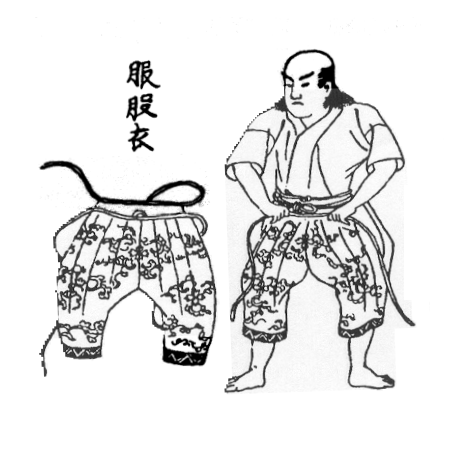
Le kobakama, court pantalon.
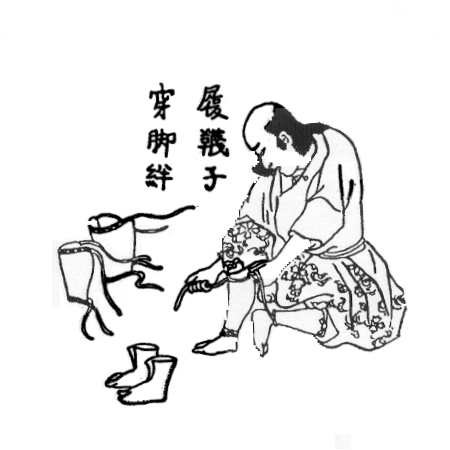
Les kyahan, sortes de chaussons de cuir.
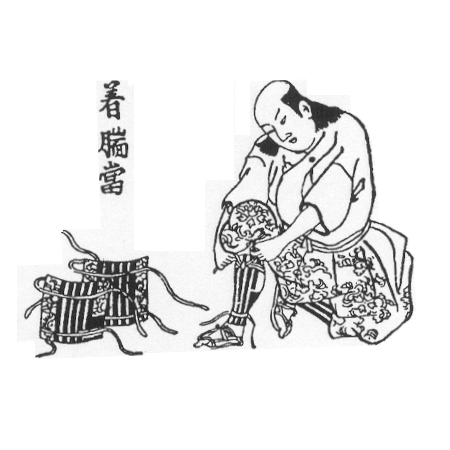
Les suneate pour la protection des jambes.
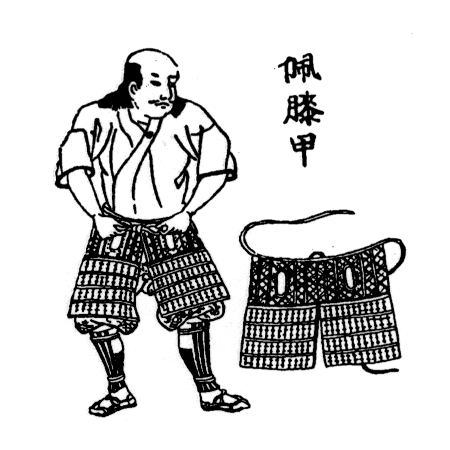
L'haidate pour la protection des cuisses.
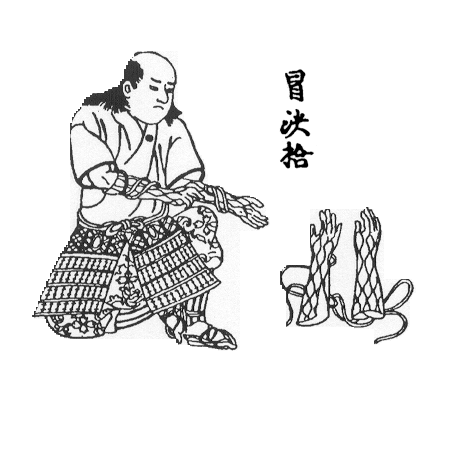
Les yugake pour la protection des mains et des avant-bras.
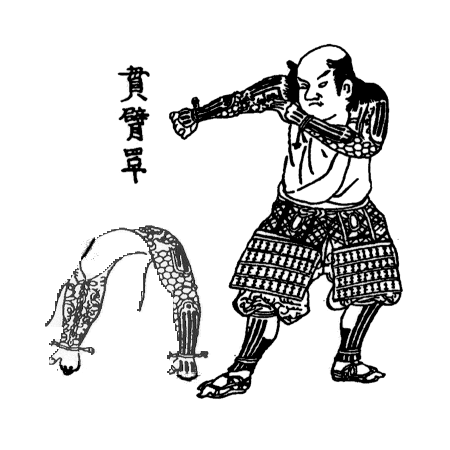
Mise en place des épaulières kote.
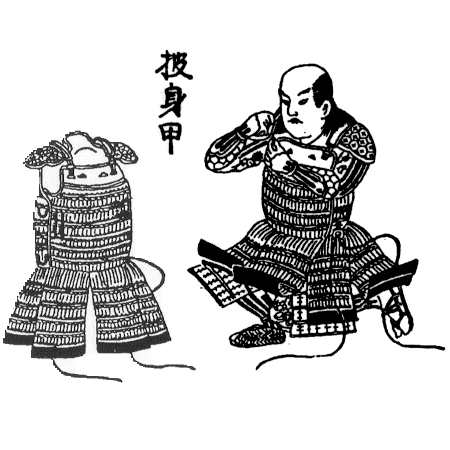
La pièce principale, le dō.
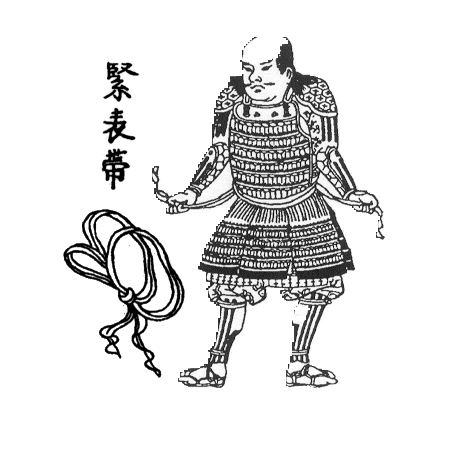
Le himo, sorte de ceinture.
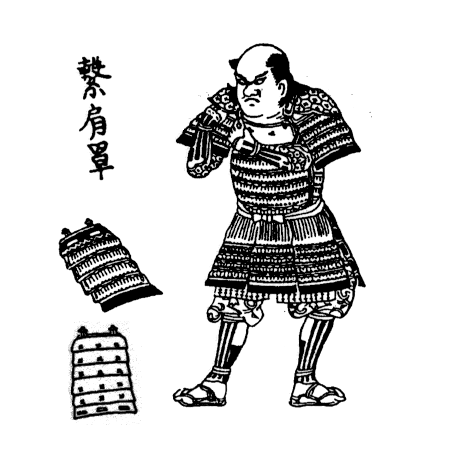
La protection des épaules avec des sode.
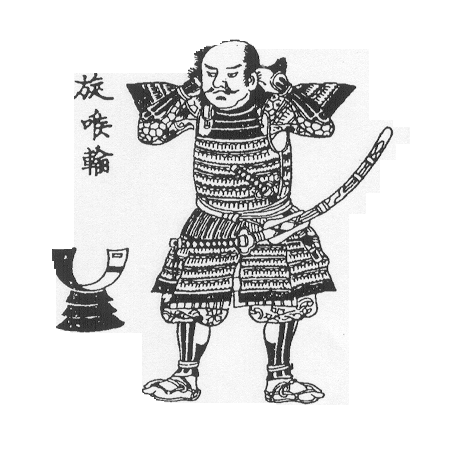
Le nodawa pour la protection du cou.
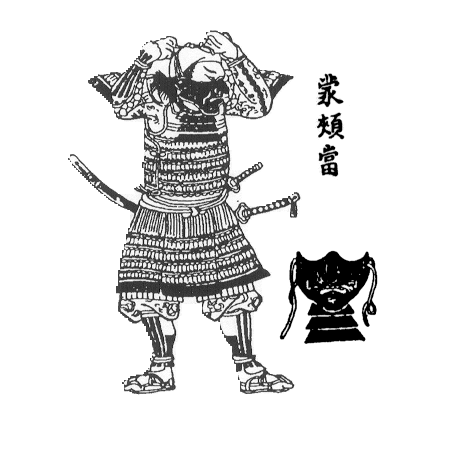
Mise en place du masque, le menpō.
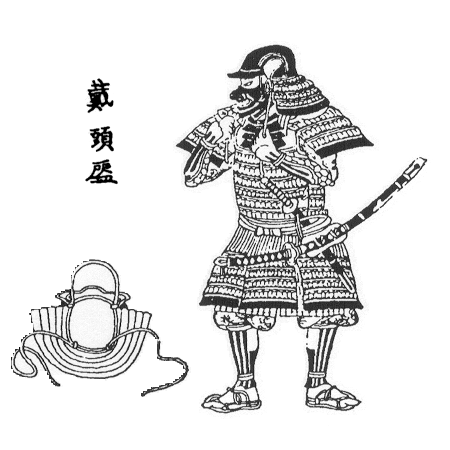
Mise en place du casque, le kabuto.

## Exemples
Quelques exemples d'armure :

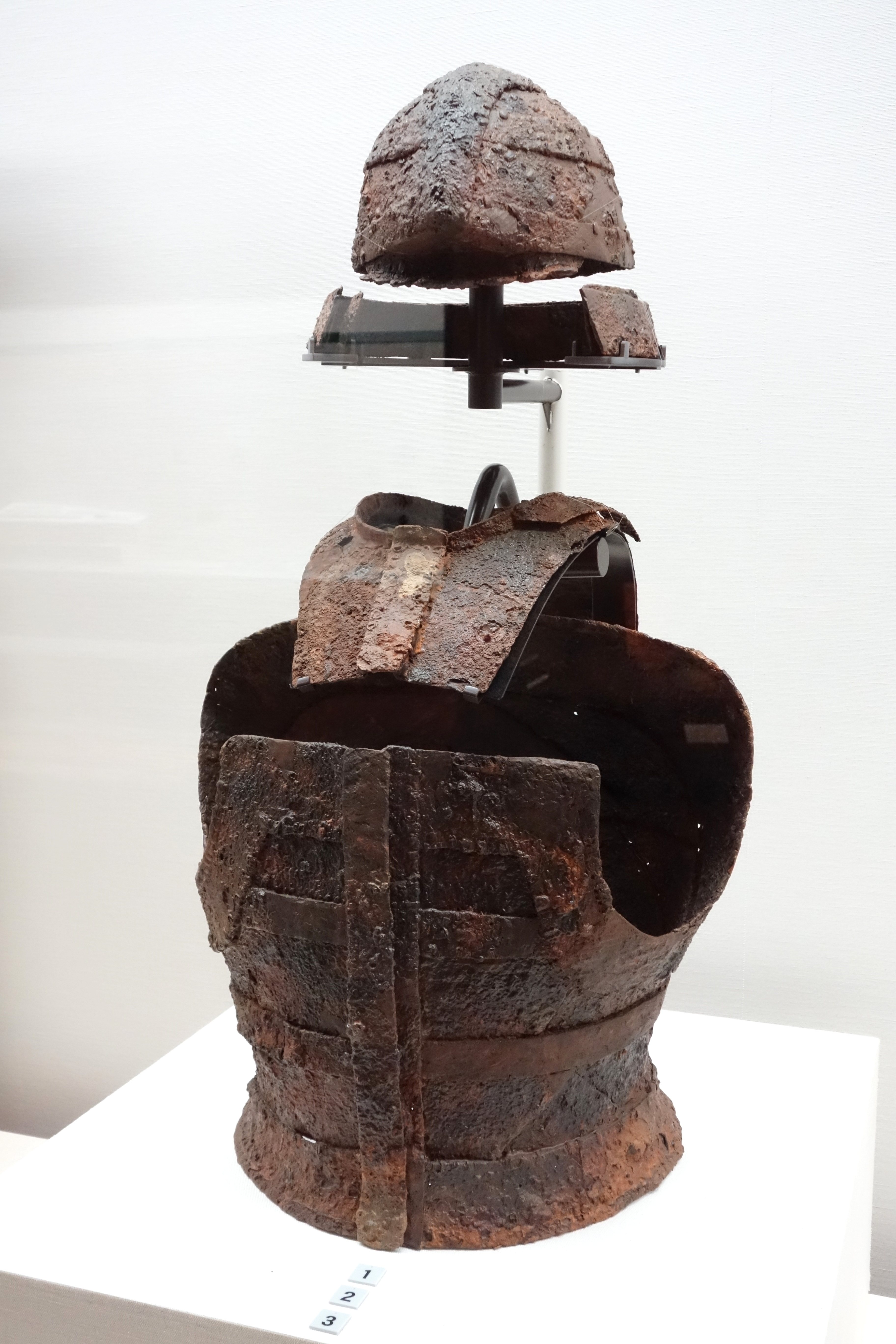
Armure de la période Kofun, plaques de fer lacées avec un cordage de cuir.
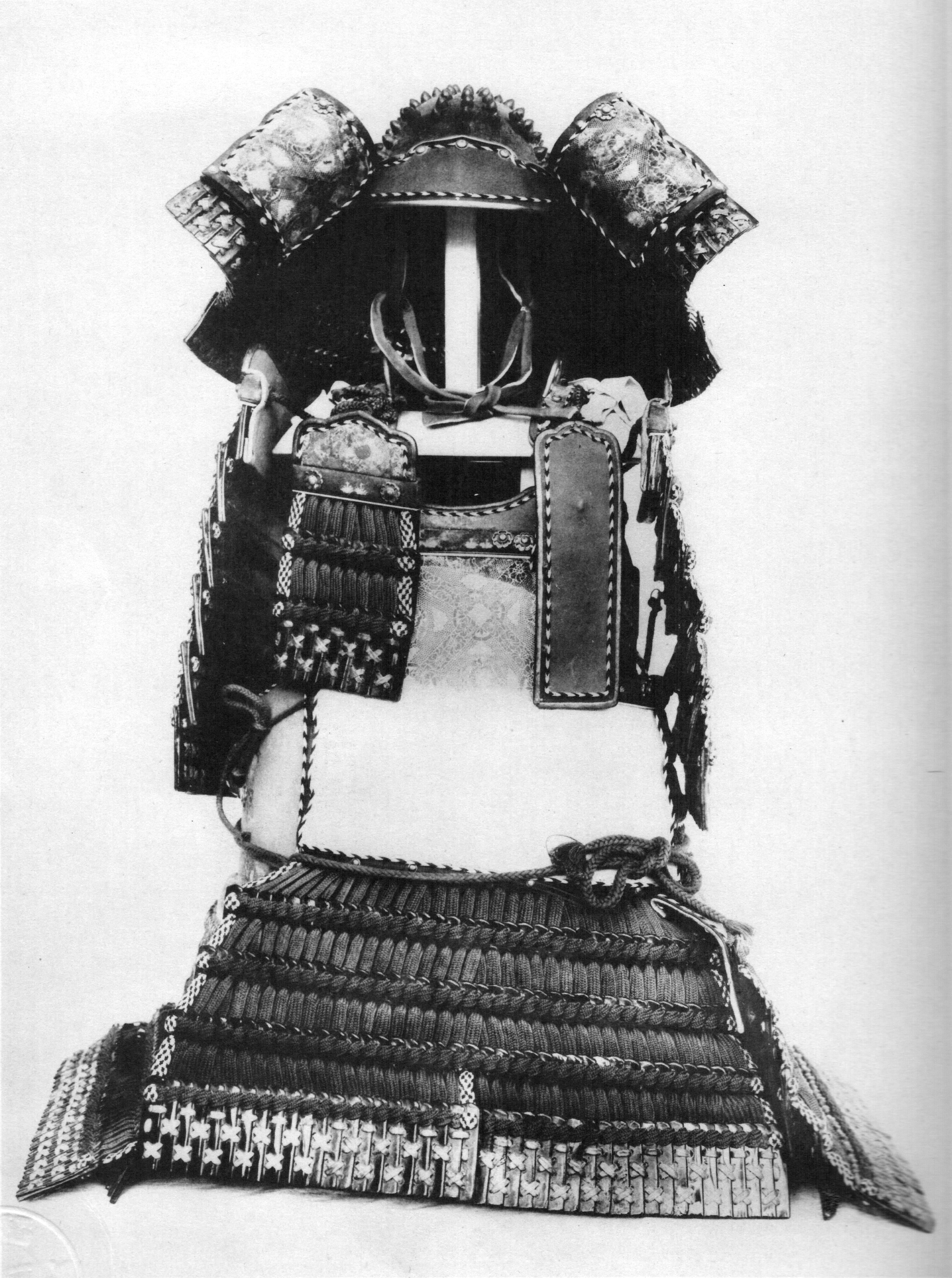
Armure antique du samouraï.
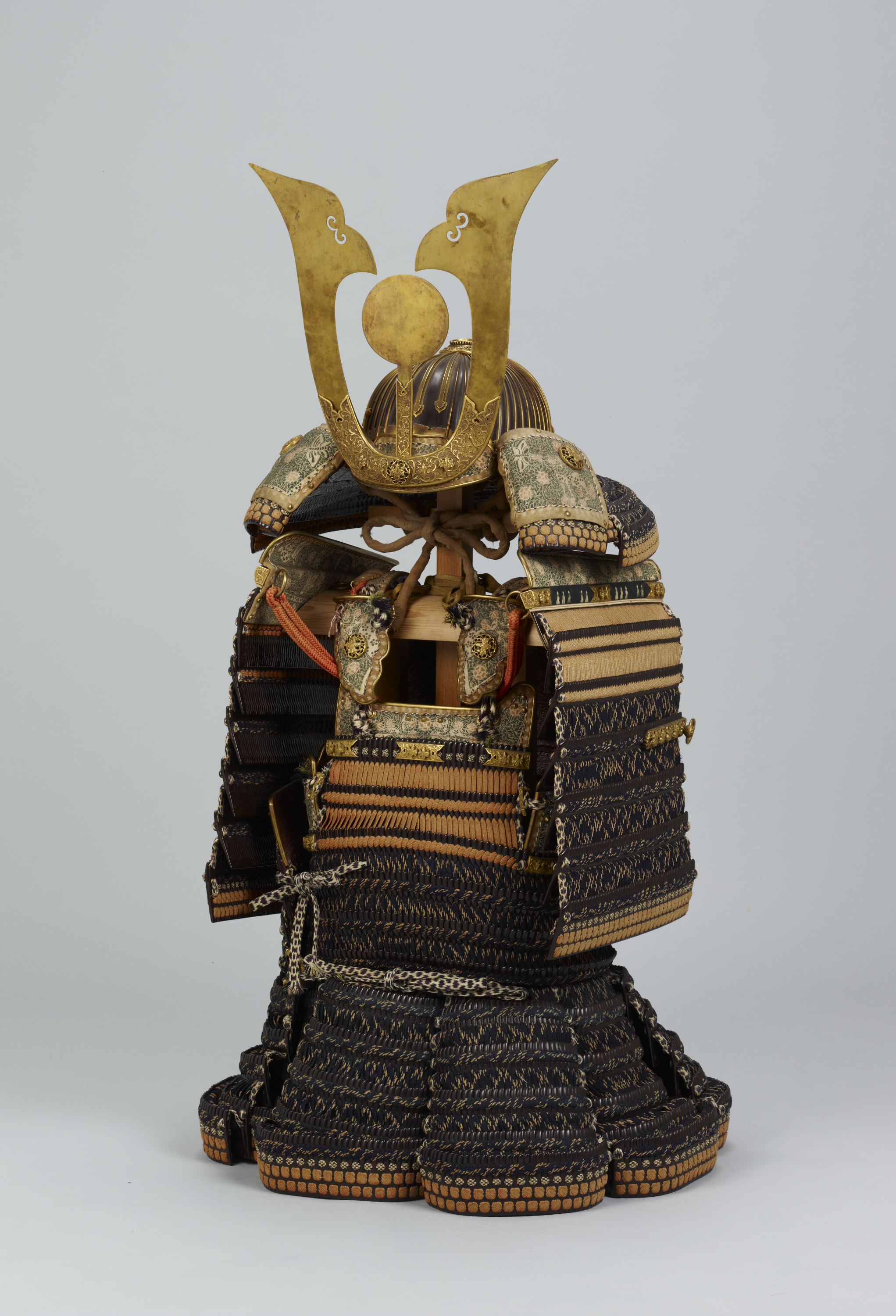

- Armure japonaise
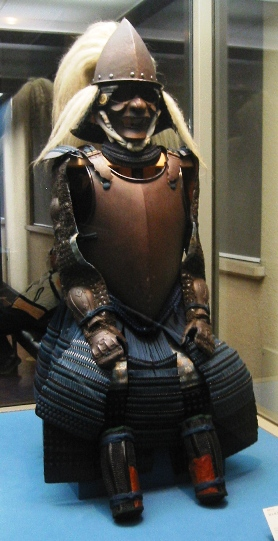
Nanban dou (dō) gusoku, armure à plaques.
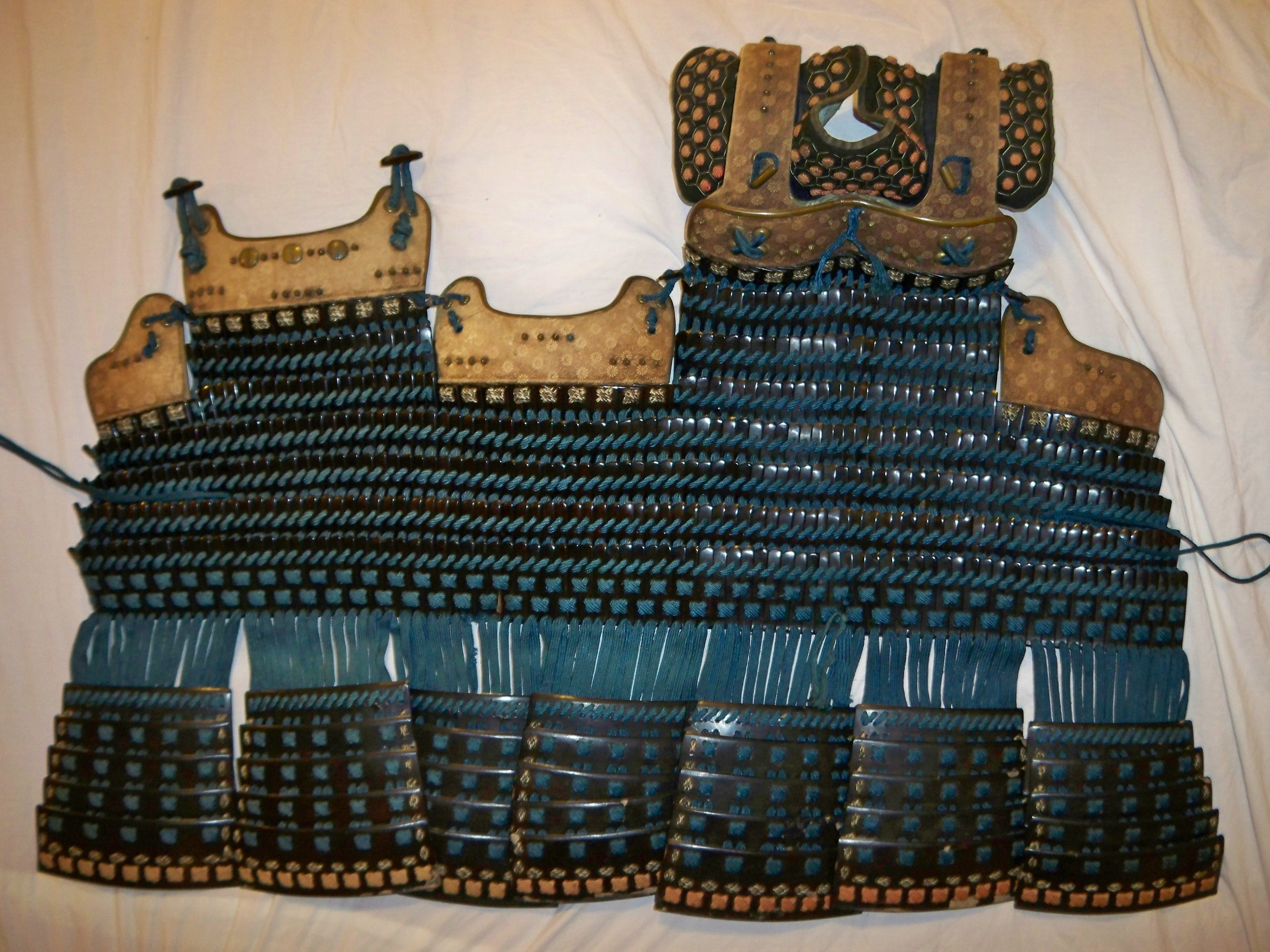
Nerigawa construit à partir d'écailles lacées.
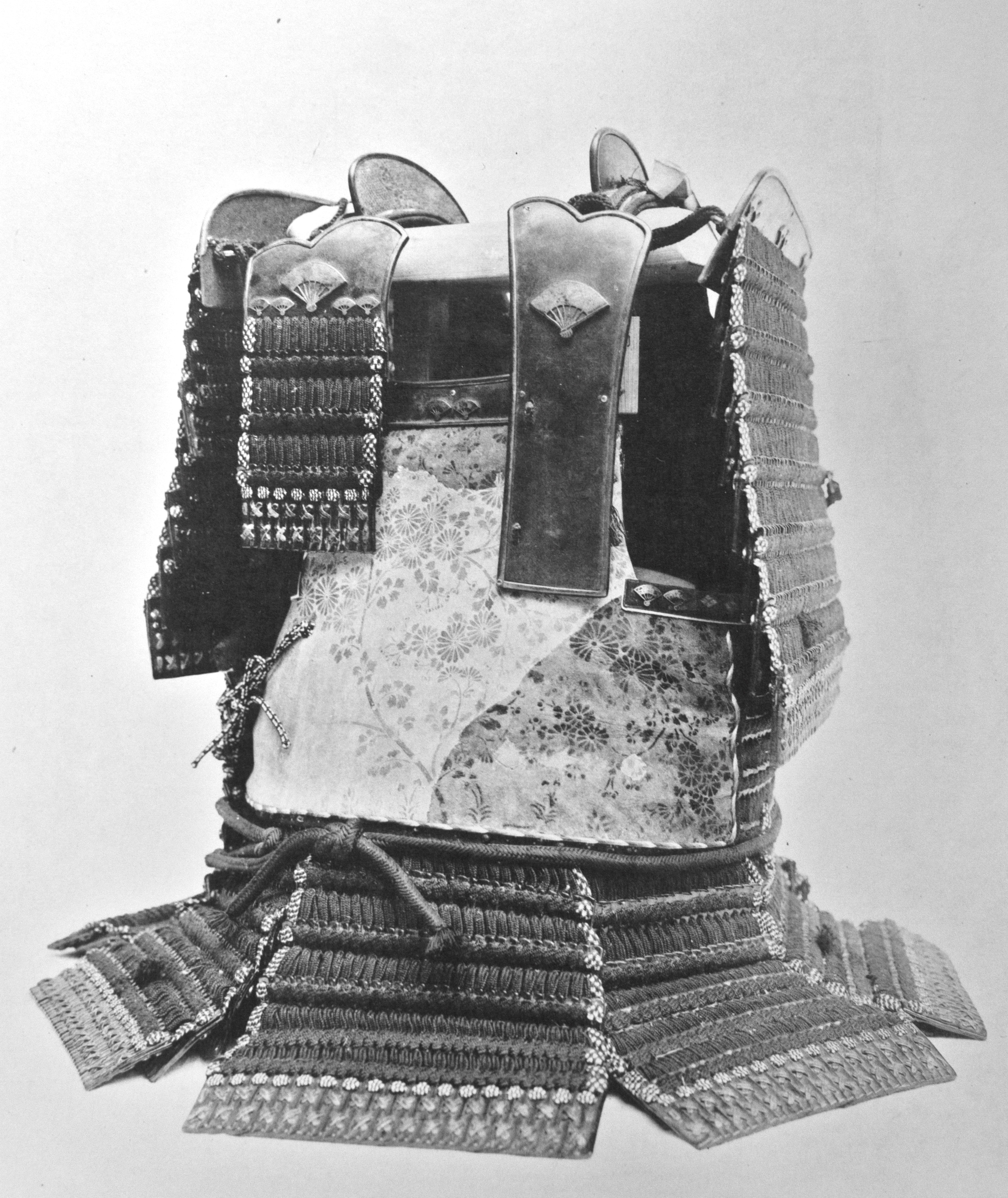
Hon kozane dou (dō) gusoku.
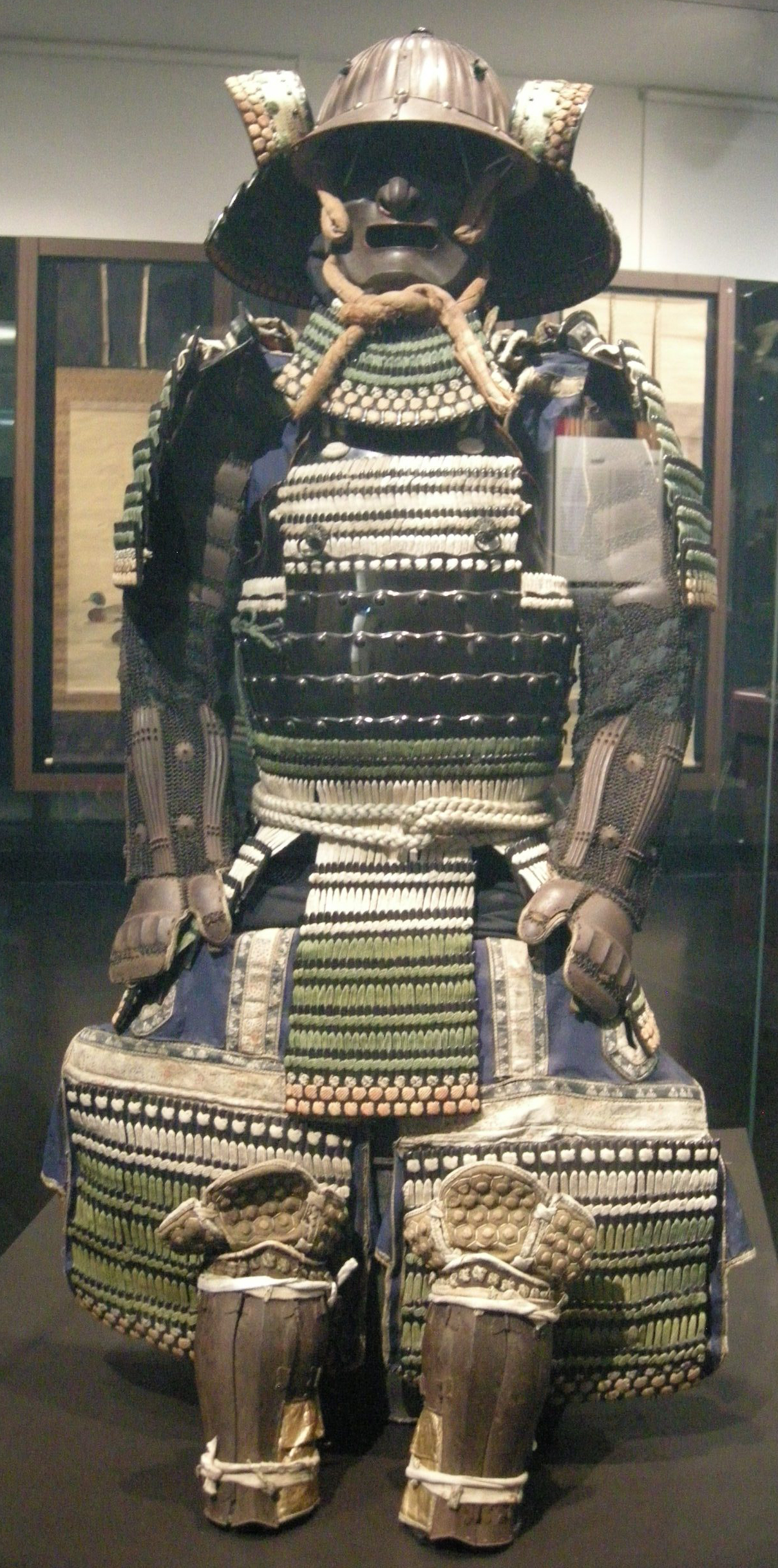
Armure avec laçage.
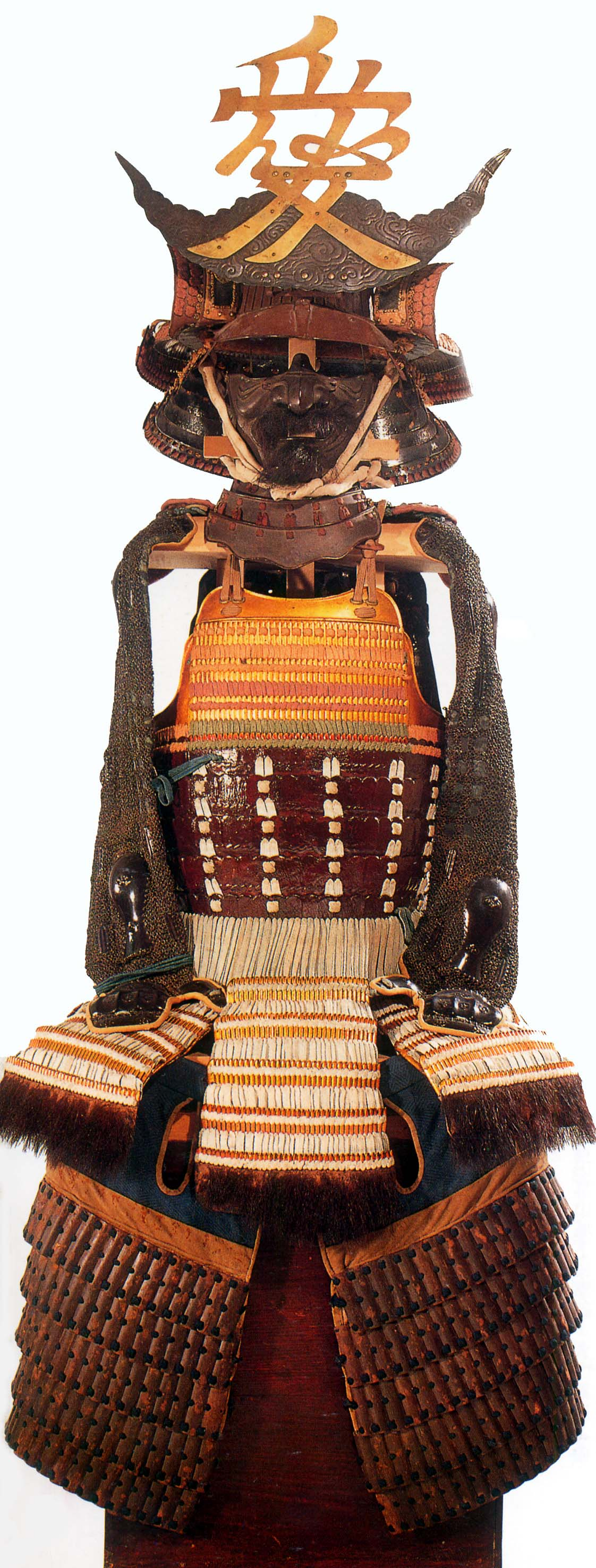
Dangae dou (dō) gusoku.
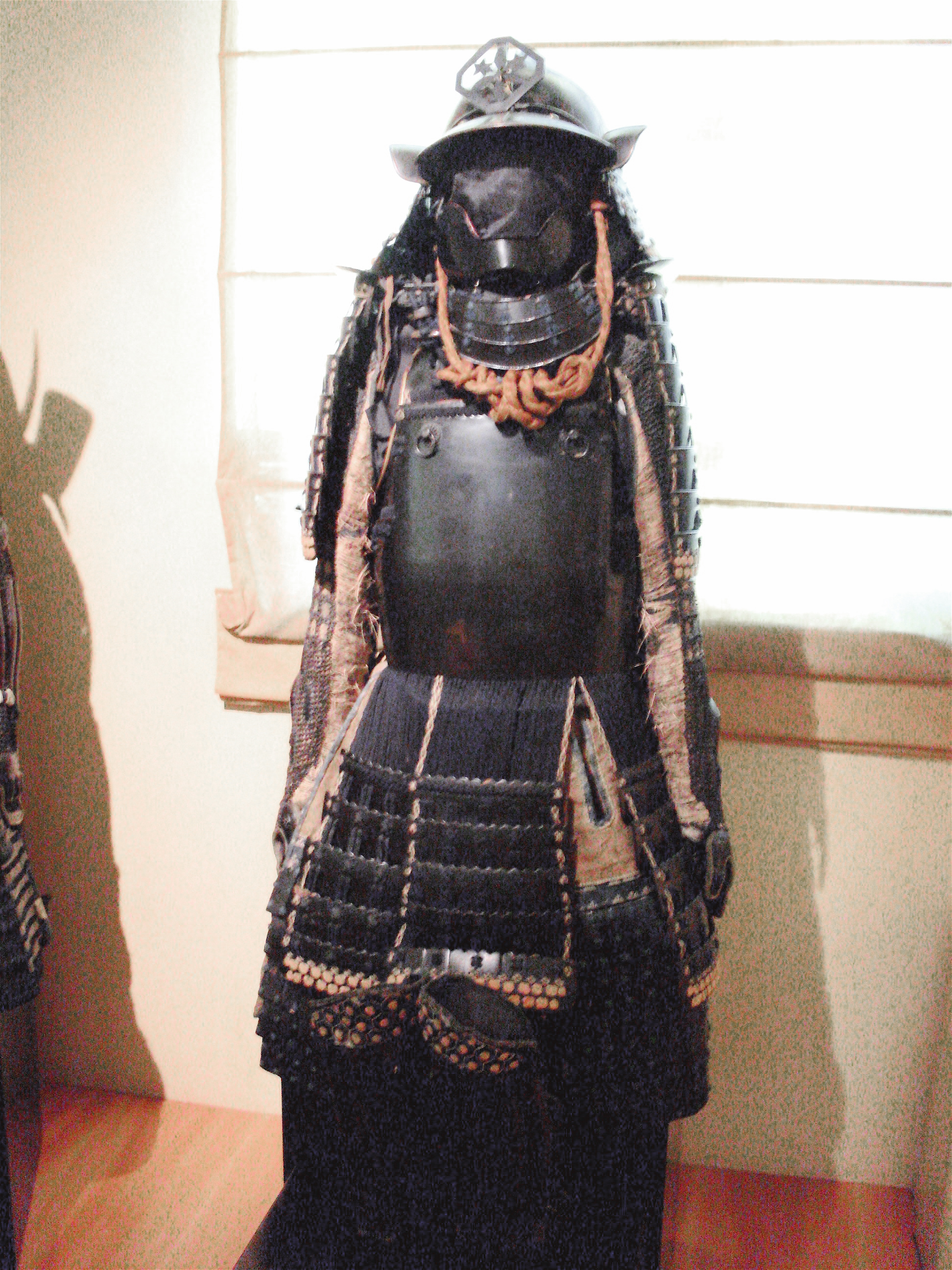
Hotoke dou (dō) gusoku.
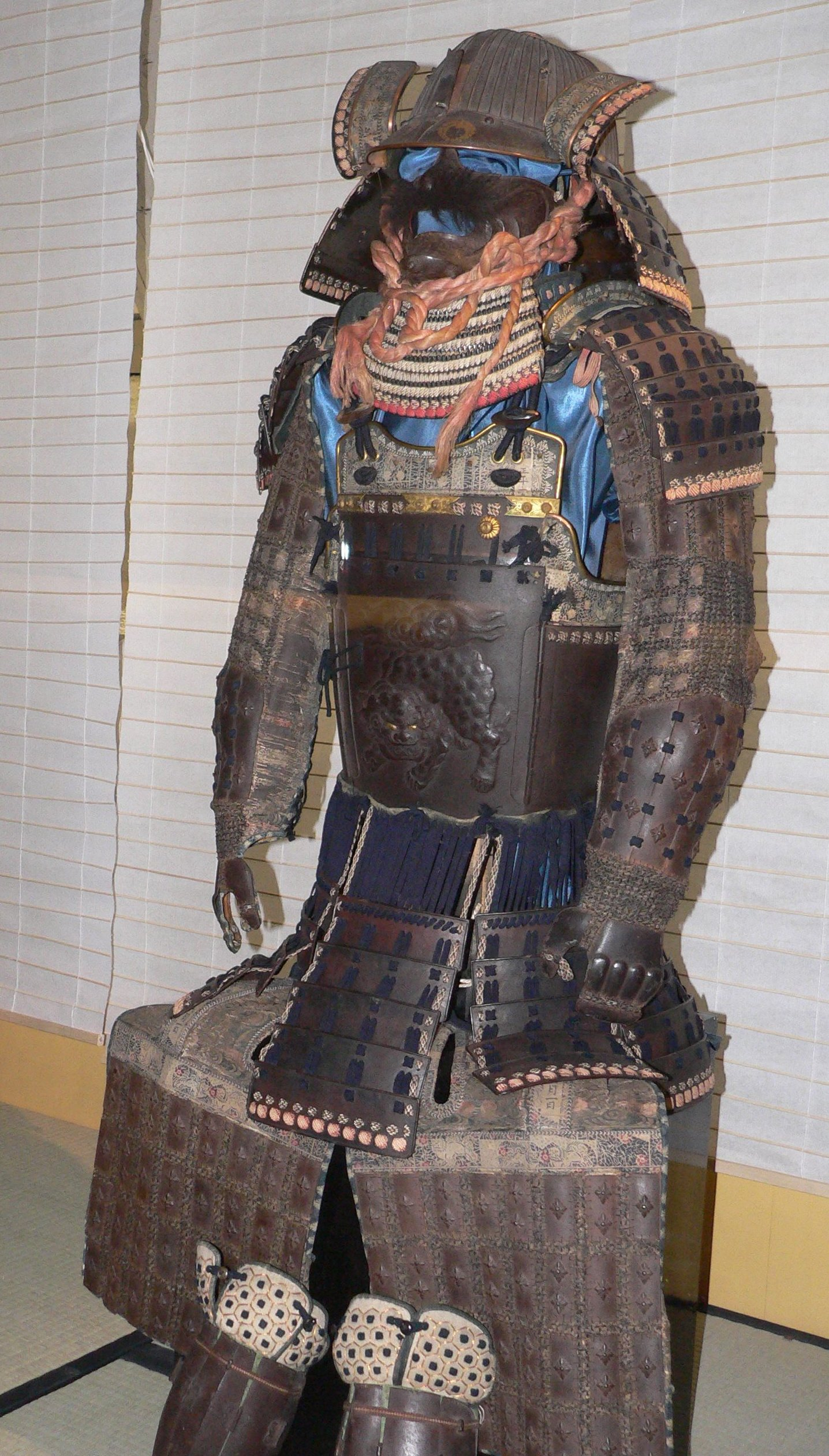
Sendai dou (dō) gusoku.
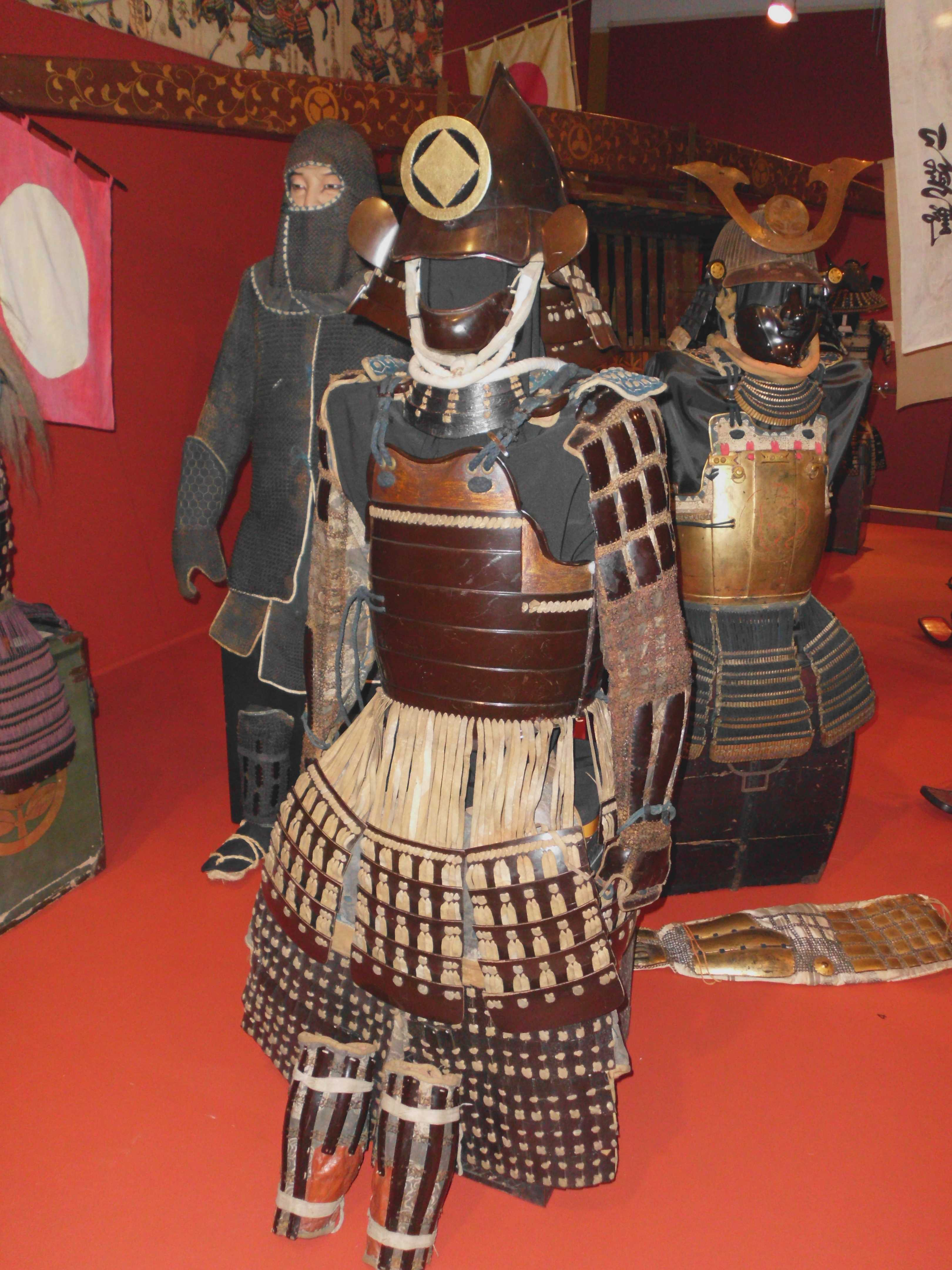
Armure de l'époque Edo.
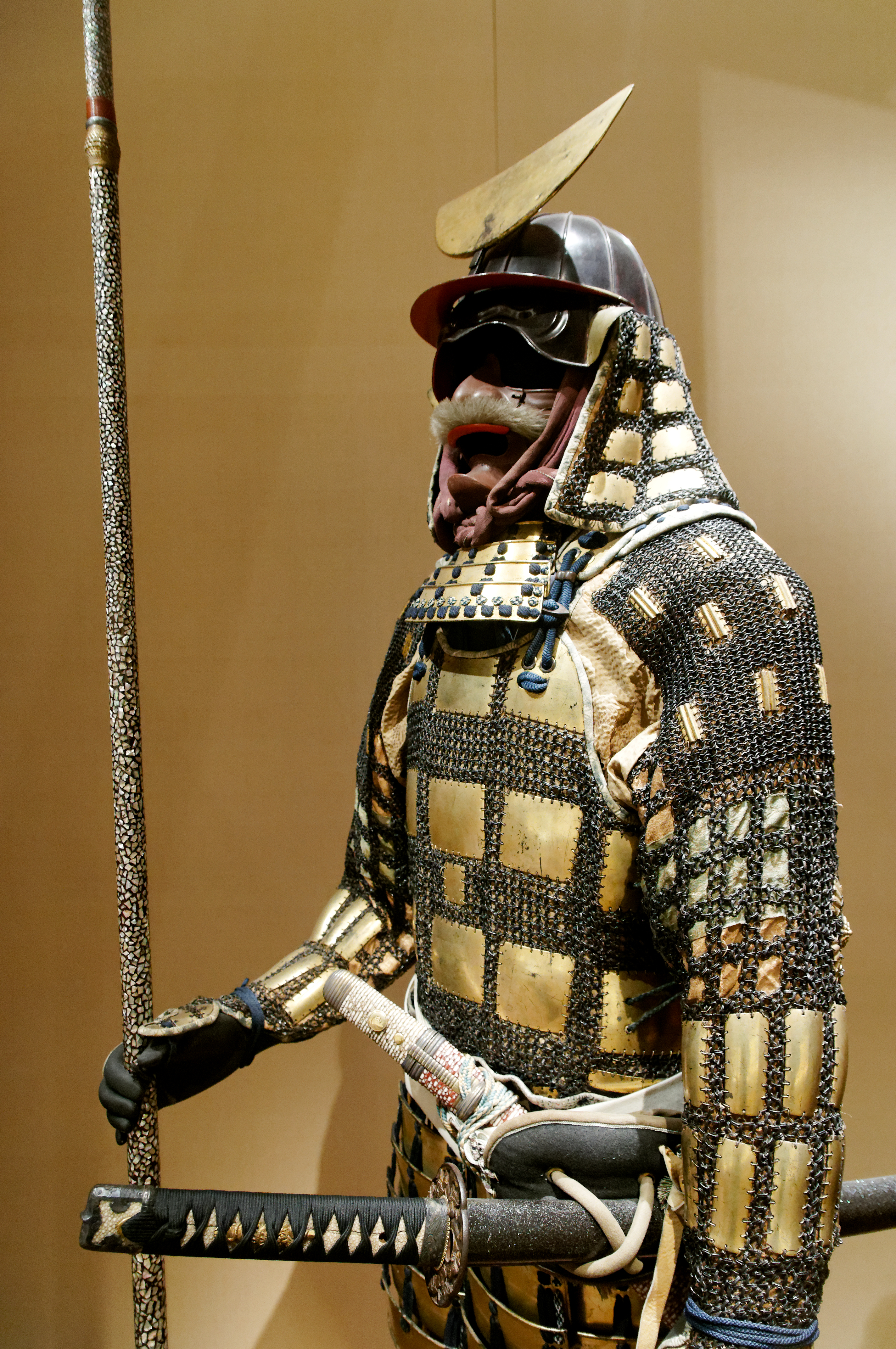
Karuta tatami gusoku de la période Edo.
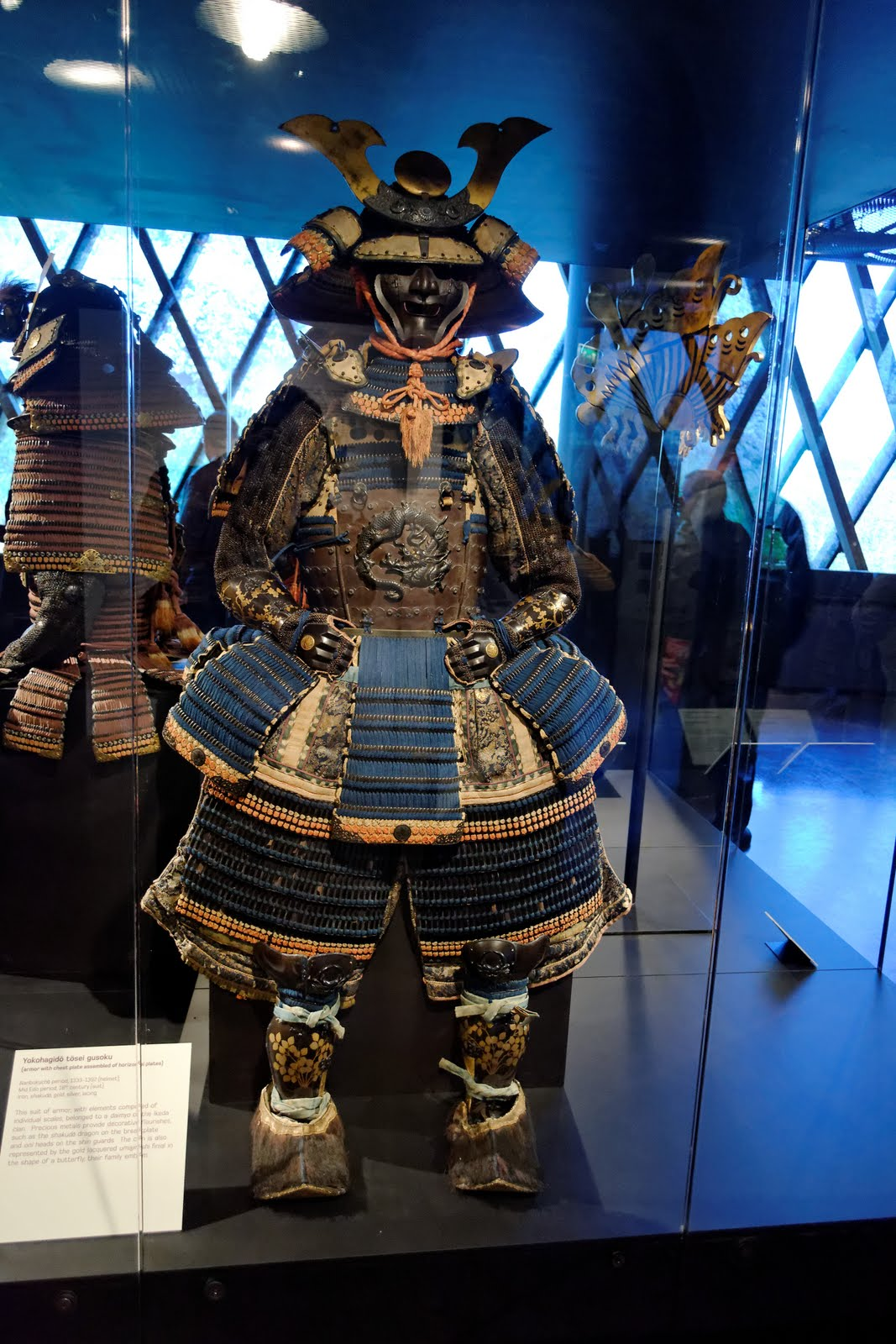
Yokohagi okegawa go-mai dou gusoku. À noter les kegutsu qui chaussent les pieds.
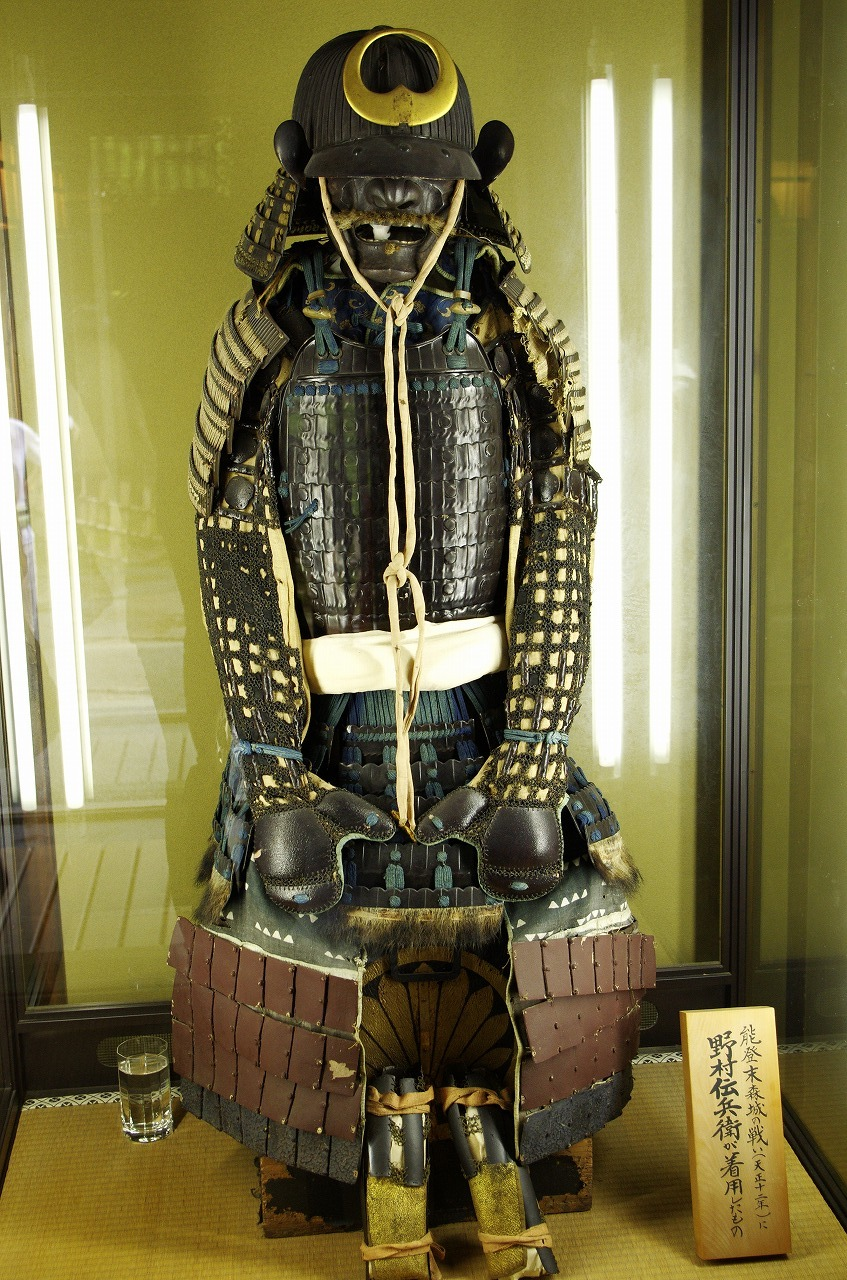
Kiritsuke iyozane dou (dō) gusoku.